# 2019年のテレビ特別番組一覧
- 2019年のテレビ (日本) > 2019年のテレビ特別番組一覧
- 2019年のテレビ番組一覧 (日本) > 2019年のテレビ特別番組一覧

2019年のテレビ特別番組一覧（2019ねんのテレビとくべつばんぐみいちらん）では、2019年に日本国内で放送されたテレビの特別番組をまとめる。

## 単発特番

### 1月放送
- 1日
  - もっと褒められ大賞2019 ホメの助ホメ太郎（テレビ東京）
  - 超体感 熊野古道 神秘の旅（NHK総合）
  - Eうた♪ココロの大冒険（NHK Eテレ）[1]
  - バナナバカリと毒出しオンナ（フジテレビ）[2]
  - 2019新春!芸能人対抗駅伝（テレビ東京）
  - 私だけの美空ひばり〜歌姫の素顔と名曲物語〜（BSテレ東）
  - 成駒屋・芝翫一家の門出〜三田寛子の子育て福笑い〜（NHK総合）
  - 檀れい初めてのスペイン!魅惑のバスク…美食&絶景物語（BS日テレ）
  - 新春スペシャル AIからの挑戦状-人類vs人工知能-（BSテレ東・BSテレ東 4K）
  - 議事録まとめました。（テレビ朝日）
- 2日
  - くりぃむZONE（1日深夜、テレビ朝日）
  - ひたすら1万回（1日深夜、テレビ東京）
  - トップスターが語るタカラヅカ（NHK総合）
  - NHKバーチャルのど自慢（NHK総合）
  - イマドキ親子の事件簿（毎日放送）[3]
  - MUSIC☆HERO（TBS）
  - 愛情!マザーSHOW（フジテレビ）[2]
  - オカムラ調査隊 世界の聖地はすごかった!（関西テレビ）[2]
  - 激白!西野朗×岡田武史（NHK BS1）[4][注 1]
  - 玉木宏音楽サスペンス紀行（NHK BSプレミアム）
  - 人生宝談〜人間国宝と語る（BSフジ・BSフジ 4K）
  - 最果ての島 アイラを往く〜自然、人、酒が心ふるわすケルトの地〜（BSフジ・BSフジ 4K）
  - 往復書簡（BSフジ・BSフジ 4K）
- 3日
  - 学べるミュージカる（2日深夜、フジテレビ）[2]
  - 京都 和菓子 千年の旅（NHK総合）
  - 日々、新たなり〜篠田桃紅 105歳を生きる〜（NHK総合）
  - 〜行ってみたら本当にあった〜泣ける高校ラグビー物語（毎日放送）[5]
  - 桑田佳祐のレッツゴーボウリング 日米オールスター頂上決戦!（テレビ東京）[6][7]
  - 港町クルーズ（フジテレビ）[2]
  - ビストロ・シティ〜東京未開倶瑠瑪〜（フジテレビ）[2]
  - 石原さとみのすっぴん旅inスペイン〜世界一おいしい街で見せた女優の素顔〜（関西テレビ）[8]
  - 竜戦士&監督がマジ話 新春!ドラゴンズ酒場（テレビ愛知）[9]
  - 新春スポーツスペシャル!最強アスリート頂上決戦 ザ・ゴルフダービー 前田健太（BSテレ東・BSテレ東 4K）
- 4日
  - 駆け込み結婚相談所（3日深夜、テレビ朝日）
  - よく元気でいられますね!?（3日深夜、フジテレビ）[2]
  - ソッキング〜すぐ使える!世界のVIPジョブズ・ビヨンセ・長友がホレた側近術SP〜（中京テレビ）
  - 罠師 〜片桐邦雄・ジビエの極意〜（静岡放送）[10]
  - ワガババ修学旅行（フジテレビ）[2]
  - 女神のウソホント劇場（フジテレビ）[2]
  - 栄養が台無し 知らずに食べてた残念ごはん（フジテレビ）[2]
  - 神様の木に会う〜にっぽん巨樹の旅〜（NHK BSプレミアム）
  - 浅田真央新たな夢へ!走り続ける28歳（BSフジ・BSフジ 4K）
  - この歴史、おいくら? 京都、東京（忠臣蔵）（BSフジ・BSフジ 4K）※シリーズ第1弾
- 5日
  - カミヒトエ!（4日深夜、テレビ朝日）※パイロット版
  - 美食革命 アインシュタインの食卓（4日深夜、フジテレビ）[2]
  - あの人に会ってきな（4日深夜、フジテレビ）[2]
  - とことん!メガ実験 すごいよ!出川さん（NHK総合）
  - 訳あって･･･東京住むのヤメました。（日本テレビ）
  - スーパーキッズ緊張旅 世界でイチバン会いたい人（テレビ朝日）
  - 億婚〜めくれたら王様（ビリオネア）〜（テレビ朝日）[11]
  - こども成長バラエティ 我が家の勇者!（TBS）[注 2]
  - ジモン・渡部のこれが絶景料理だ!（フジテレビ）[2]
  - 新装開店!カラダがよろこぶスーパーマーケット（フジテレビ）[2]
  - 大江戸 奇跡のロスト・シティー 265年の物語（NHK BSプレミアム）
- 6日
  - 池上彰と学ぶ なるほど!富士山7つの秘密（静岡朝日テレビ）[12]
  - あのアスリートが影響を受けた!まさかのアノ人（テレビ朝日）
- 8日 - いまこそ、ひとつに 北海道ライブ〜心にともす 歌の光〜（NHK札幌放送局 / NHK総合〈全国〉）
- 9日 - 和牛のギュウギュウ学園〜中高生が大集合!夢の最終オーディションSP〜（関西テレビ）[13]※レギュラー開始事前特番
- 11日 - 発掘!リアル日本昔ばなし〜アレない時どうしてた!?〜（テレビ東京）
- 12日
  - シルクロード 謎の民 大峡谷に生きる 〜東西交易を支配した幻の民族〜（NHK BSプレミアム）
  - キミに最後の別れを 〜永遠なれ ラグビーの青春〜（NHK BSプレミアム）
  - 双発機〜石崎ひゅーいvs尾崎裕哉（BS-TBS・BS-TBS 4K）
- 18日 - 吉岡里帆 神秘のハワイ 宇宙と地球をつなぐ島（BS-TBS・BS-TBS 4K）
- 19日
  - Eテレ60 みんな集まれ! キルトが紡ぐ思い出キャラクター（NHK Eテレ（NHK教育））[14]
  - 不思議JAPAN、世界へ!（信越放送）[15]
  - 私まだマシTV（フジテレビ）
  - ねぶた 美の競演〜名人の父と天才の娘〜（NHK青森放送局 / NHK BSプレミアム）
  - 壇蜜 生と死の坩堝 タイ（NHK BSプレミアム）
  - 皇室2019秘蔵映像SP〜陛下と美智子さま祈りの60年〜（BS-TBS・BS-TBS 4K）
- 20日
  - 学校今昔アカデミア（日本テレビ）[注 3]
  - 日本民間放送連盟賞テレビ・準グランプリ 葬られた危機〜イラク日報問題の原点〜（メ〜テレ）[16]
  - 新幹線の窓から見えた あの"変なの"何だ!?（テレビ東京）[注 4]
  - AD-LIVE（TOKYO MX1）※テレビ初放送
  - 「眠狂四郎」を生んだ男 柴田錬三郎（BSフジ・BSフジ 4K）
- 21日 - 10万円!一週間世界旅(航空券込み)（BS朝日・BS朝日4K）[17]
- 24日 - ヘリめし（BS朝日・BS朝日4K）[注 5]
- 25日 - 再会〜生き別れた家族に逢いたい〜（フジテレビ）[注 6]
- 26日
  - 吉村崇、無人島を買う!（長崎国際テレビ）[18]
  - 大変身!人が集まる驚きの廃校〜久々、行って見る!?〜（フジテレビ）[19]
  - YouTuber×NHK 1億いいね!大作戦（NHK BSプレミアム）
- 27日 - そんな奴いねぇだろ!?（日本テレビ）[注 3]
- 30日 - 新発見!ラオス"世界最大"の未踏洞窟に潜る（NHK BSプレミアム）

### 2月放送
- 2日
  - スイーツ列車紀行〜欧州・魅惑のお菓子誕生秘話〜（NHK BSプレミアム）[20]
  - 北斎 幻の肉筆画〜アメリカに眠る 画狂老人の魂〜（NHK BSプレミアム）
  - 密着ドキュメント 小田和正 〜毎日が“アンコール”〜（NHK BSプレミアム）[21]
- 3日
  - デジタルにらめっこ WARAE（日本テレビ）[注 3][22]
  - 読売テレビ開局60年 吉田羊、プラハ・ウィーンへ ヨーロッパに嫁いだなでしこ物語（読売テレビ）[23]
  - テレビ朝日開局60周年記念 年代別にすべて発表!!番組視聴率ランキング TOP60（テレビ朝日）[24]
  - コツコツ人生館（東海テレビ）[25][26]
  - 地球最後の秘境ギアナ高地〜水が生んだ驚異の自然 自然写真家 寺沢孝毅の1400日〜（BS朝日・BS朝日4K）[27]
- 4日 - 日中共同制作 中国大紀行 "京杭大運河"〜王宮に繋がる水の路 1794キロを行く〜（BSテレ東・BSテレ東 4K）[28]
- 8日 - 毛利衛&中川翔子 地球最後の秘境へ!ニッポンの深海大冒険（BS-TBS・BS-TBS 4K）
- 9日
  - 出川哲朗 はじめての審査員長〜TOKYO STARTUP DEGAWA〜（テレビ東京）[29]
  - さんまのFNS全国アナウンサー一斉点検（フジテレビ）[注 7][30]
  - イギリス 白馬の王子さまに会いたい!（NHK BSプレミアム）
  - 違いのわかる夜 どっぷりチョコレート（NHK BSプレミアム）
  - 防災スペシャル!大災害とニッポン〜命と暮らしをどう守る〜（BS日テレ）
  - 美空ひばりに捧ぐ 五木ひろしの名曲熱唱 想い出めぐり旅（BS-TBS・BS-TBS 4K）[31]
- 10日 - こくりゅう潜航せよ!密着取材300日…「機密の塊」日本を守るこれが最新潜水艦だ!（BS日テレ）[32]
- 11日 - 今だから話します〜平成最後にアスリート初告白SP!〜（日本テレビ）[33]
- 16日
  - 崖っぷち依頼品を救え 助けて!プロフェッショナル（TBS）
  - キャスターガチャピンが行く!ガチャピンくまモンすごかヘッドライン（フジテレビ）[34]
  - 有頂ヘン列島!（フジテレビ）
  - 作詞家・星野哲郎の真実〜言葉のチカラと魂の詩 貴重映像と名曲誕生秘話の2時間SP〜（BSフジ・BSフジ 4K）
- 17日
  - 街ブラ de ビンゴ（日本テレビ）[注 3]
  - 林先生のなるほど!社会見聞録（テレビ朝日）[35][注 8]
  - 北海道にもう一つ、ふるさとできました。（北海道放送）[36]
  - 冬の日本海縦断1800km!トラックに乗せてもらって行けるか?（テレビ東京）[注 4]
  - シチリア一周の旅 三千年の時空を超えて（NHK BSプレミアム・BS8K）
  - 命懸け冬の猟師食堂（BS朝日・BS朝日4K）[37]
- 20日 - にゃんとオドロキ!ねこの歴史（NHK BSプレミアム）
- 23日
  - 経済スペシャル 運ぶチカラが世界を変えた!（テレビ大阪）[38]
  - 北海道内テレビ6局同時生放送特別番組 みんなで道フェス!2019（NHK札幌放送局・北海道放送・札幌テレビ放送・北海道テレビ放送・テレビ北海道・北海道文化放送）[39]
  - 島ごと三ツ星レストラン〜ご島地コンシェルジュと巡る感動10連発〜（広島テレビ）[40]
- 24日
  - 天皇在位三十年記念式典関連の報道特番
    - 天皇陛下御在位三十年記念式典中継（NHK総合）
    - 天皇陛下 激動の30年（テレビ朝日）

  - 栄子と直美のワーキングブルース（日本テレビ）[注 3]
  - 自然スコープ〜鳥ビアの森〜（テレビ東京）[41]
  - 平成ヒットソングス〜次の年号に持っていきたい名曲SP〜（テレビ東京）[注 4][42]
- 26日 - NST NBS開局50周年記念特別番組 山本耕史ラブリバー〜千曲川・信濃川367kmの旅〜（新潟総合テレビ・長野放送）[43]

### 3月放送
- 1日 - ドSトレーニング 芸能人が3ヶ月最新ダイエットに挑戦!（フジテレビ）[注 6]
- 2日
  - 就活応援TV2019（NHK総合）
  - 純烈 感謝の逸品とどけ隊 なみだの恩返しSP（日本テレビ）
  - よりにもよって君が好き（TBS）[注 2]
  - 超感激!バラ色サロン〜最安値が女の幸せ〜（TBS）[44]
  - 和食の神髄をデータ化せよ（NHK BSプレミアム）
  - 若冲vs北斎〜夢の天才対決〜（NHK BSプレミアム）
- 3日
  - ネタドラ（日本テレビ）[注 3]
  - 1年後のニッポンがわかるテレビ（テレビ東京）[45]
  - 不法投棄を許すな!ヤバいゴミぜんぶ拾う大作戦（テレビ東京）[注 4]
- 5日 - あなたの周りの大迷惑!隣のトラブルモンスター（テレビ東京）
- 9日
  - バナナマン日村の一獲千金!世界マネーハンター（TVQ九州放送）[46]
  - マッチング・オフィス（フジテレビ）
  - ますだおかだ結成25+1周年! 超ハッピーなネタとロケ 爆笑漫才&豪華ゲスト大集結（BSフジ・BSフジ 4K）
- 10日
  - 目からウロコの!OSAKA知らんかったツアー（読売テレビ）[47]
  - 天皇皇后両陛下の旅〜60年の軌跡〜（BS日テレ）[48]
  - 笑って泣いて 西田敏行の役者人生（BSフジ・BSフジ 4K）
- 13日 - ビニールハウス〜小沢・徳井の恋愛促成栽培〜（BSフジ・BSフジ 4K）※パイロット版
- 14日（13日深夜） - 真夜中のクイズ バズる!TV（静岡朝日テレビ）[49]
- 16日
  - 春はママサカス!家族のデビュー応援スペシャル（TBS）
  - おきて破り!（NHK BSプレミアム）
  - 橋本左内生誕185年 福井テレビ開局50周年記念 橋本左内 時代を先取りした男（福井テレビ）[50][注 9]
  - 新春豪華歌の祭典2019（BS日テレ）
  - 富良野と僕らと倉本聰（BSフジ・BSフジ 4K）
- 17日
  - あの天才の兄弟姉妹〜光と影ものがたり〜（テレビ東京）[注 4]
  - 田原総一朗の全力疾走スペシャル〜さらば平成、新元号ニッポンを変える!〜（BS朝日・BS朝日 4K）[52]
- 19日 - 超スゴい!クイズ若冲（NHK総合）
- 21日
  - テコ入れ!マイスター（読売テレビ）
  - テレビ北海道開局30周年記念特番 密着ドキュメンタリー 人間国宝 柳家小三治〜噺家人生悪くねえ〜（テレビ北海道）[53][注 10][注 11]
  - BREAKTHROUGH〜限界突破に挑むアスリートたち〜（テレビ大阪）[55]
  - ちょい鉄!路面電車でGO（山陽放送 / JNN中国・四国ブロック）[56]
  - 親テスト 親の人生を知る10問〜あなたは何問正解できますか?〜（BS朝日・BS朝日 4K）[57]
- 22日 - ビストロ・アース〜未開拓食材バラエティ〜（フジテレビ）
- 23日
  - サウナを愛でたい（22日深夜、BS朝日・BS朝日 4K）[58]
  - 蛭子さんの新企画が始動!蛭子能収の1人で行けるかな?（テレビ東京）
  - イノベーターズ〜新時代を作る者たち〜（テレビ東京）
  - 緊急特番!世界フィギュア…日本選手の活躍全部見せますSP（フジテレビ）[注 7]
  - ひと皿の魔法 NY天才シェフ 日本修業の旅（NHK BSプレミアム）
  - 密着!4000時間 アーティスト香取慎吾2年間の軌跡 開幕SP!!!（BS-TBS・BS-TBS 4K）
  - 独占!上原浩治43歳 現役最年長の熱き挑戦（BS-TBS・BS-TBS 4K）[59]
  - 密着!かかりつけ医たちの奮闘〜第7回赤ひげ大賞受賞者〜（BSフジ・BSフジ 4K）
- 24日
  - みらい対談 パラ×東北〜強く、しなやかに生きる〜（TBS）
  - これぞ!スポーツ神進化!!勝負のウラに神技術あり!（テレビ東京）
  - サンド・一茂 ワタシの法則（フジテレビ）
  - 平成最後の伊勢女子旅（関西テレビ）
  - 第1回日本演歌歌謡大賞（BS11）
- 25日
  - 星野源スペシャル（NHK総合）
  - 今夜ウドウ会（日本テレビ）
  - そっくりツイートGP 似すぎてジワる（TBS）[60]
- 26日 - 借金、チャラにします。（TBS）[61]
- 28日
  - 復活の日〜もしも死んだ人と会えるなら〜（NHK総合）[注 12]
  - 最高の最低（TBS）
- 29日
  - なにわ男子のNANIWA-NANDEMO（28日深夜、関西テレビ）[62]
  - ワンフィクション（テレビ朝日）
  - ツアー直前!サザンオールスターズスペシャル2019（WOWOWプライム）[63]
- 30日
  - バーチャルさんといっしょ 〜V tuber60秒サバイバルゴングSHOW〜（NHK総合）
  - 東京をアートの街に!（テレビ東京）
  - 滝藤賢一の今日だけ俳優休みます。〜世界ヤバイ植物図鑑〜（テレビ愛知）[64]
  - 独占取材 北朝鮮拉致 前略 めぐみちゃんへ〜横田夫妻、最後の戦い〜（フジテレビ）
  - キキコミ☆街中BINGO（東海テレビ）[65][66]
  - 陶王子 2万年の旅 器の来た道（NHK BSプレミアム）
  - いきものがかり水野良樹のうたがたり（NHK BSプレミアム）
  - 箱根から東京、そして世界へ〜大迫傑・設楽悠太 2020年への挑戦〜（BS日テレ）[67]
  - 何がダ・ヴィンチを天才にしたのか?「フィレンツェのレオナルド」修業時代の謎（BS朝日・BS朝日 4K）[68]
- 31日
  - イチロー 最後の闘い（NHK総合）[注 13][69]
  - フィギュアスケート平成史〜伊藤みどりから羽生結弦まで 伝説だらけの30年!!〜（テレビ朝日）
  - 格闘王誕生!ONEチャンピオンシップ2019 日本初上陸SP（テレビ東京）
  - 新世代スターアワード NEXT 〜あなたもテレビで活躍しませんか?〜（朝日放送テレビ）[70]
  - 朝まで「大人計画テレビ」〜松尾スズキと25人の仲間たち〜（NHK BSプレミアム）[71]
  - 世界の絶景をマラソンする!バルセロナ大会を走ってみた（BS朝日・BS朝日 4K）[72]
  - 日本を作った選択〜平成最後に振り返る不屈のものづくり列伝（BSテレ東・BSテレ東 4K）

### 4月放送
- 1日 - ザ・ローリング・ストーンズ展の全て〜It's　Only　Rolling　Stones!〜（3月31日深夜、フジテレビ）
- 2日
  - まんがいちTV（関西テレビ）[66]
  - いきものがかりの誕生日〜この度、じょいふるなお知らせがありますSP〜（BSフジ・BSフジ 4K）
- 3日
  - 未来を予知する女 先詠み史ヒロコ・アンジェラ（2日深夜、フジテレビ）
  - 空想実現ファイル〜"検証不可能"をCGで映像化〜（TBS）[73]
- 5日
  - "夢の続きは君とともに" Official髭男dism in松江（NHK松江放送局・NHK広島放送局 / NHK総合（中国5県））[74]
- 6日 - 伝説のグループ・アリス再始動SP〜チャンピオン、冬の稲妻 名曲誕生の軌跡〜（BS-TBS・BS-TBS 4K）
- 7日 - 平成スポーツあったなぁ大賞（TBS）[75]
- 13日
  - ビューティープライド 〜美しきメークの戦い〜（日本テレビ）[注 14]
  - 名曲インスパイア劇場（フジテレビ）
  - スゴイゴイ ソッタクの機（フジテレビ）
  - 逃げるが勝ちの人生道（NHK BSプレミアム）
- 14日
  - 女心わかってる?テスト（日本テレビ）[注 3]
  - 日本No.1が限界に挑む!ギリギリ（フジテレビ）
- 20日
  - ♯旅好きな人とつながりたい（フジテレビ）
  - ZARDよ永遠なれ 坂井泉水の歌はこう生まれた（NHK BSプレミアム）[76]
  - 皇居千二百年物語 平安から平成、そして新元号へ（BS-TBS・BS-TBS 4K）[77]
- 21日
  - 大人が本気で遊んだら?（日本テレビ）[注 3]
  - サキドリ ナレーション先に録っちゃいました（東海テレビ）[78]
  - 豪華ゲストを手作り料理でおもてなし!木村多江のおしゃべりな食卓（BSテレ東・BSテレ東 4K）[79]
  - キクまろ天気観察記（BSフジ・BSフジ 4K）[80]
- 22日
  - SXSWの世界 デジタル発酵した日本（21日深夜、BSフジ・BSフジ 4K）[81]
  - 久米宏のどうする?広島カープ 独占リポート150時間（広島ホームテレビ）
  - あなたの街の神様 仏様 調べてみました!（BS朝日・BS朝日 4K）[82]
- 23日
  - 今夜よみがえる!平成の名勝負 中日×巨人 伝説の"10.8最終決戦"!（東海テレビ）
  - TOS開局50周年記念特別番組 映像で振り返る 大分と平成（テレビ大分）[83]
  - お悩み解決バラエティ ユイマール研究会（沖縄テレビ）[84]
- 26日 - 関口宏が100歳になる時〜医療は人を幸せにしているか?スペシャル〜（BS-TBS・BS-TBS 4K）[85]
- 27日
  - 世界!ニッポン人養成所（静岡第一テレビ）[86]
  - 東京恋愛大学〜神返事?クズ返事?携帯覗き見一斉テスト!〜（日本テレビ）[注 14][87]
  - ホンキで弟子入り!免許皆伝（フジテレビ）[注 7][88][89]
  - 皇室 "奇跡の秘宝" 日本美の最高峰をもとめて（NHK BSプレミアム）
  - 片桐仁×DigiCon6ASIA〜新たな才能を発掘せよ〜（BS-TBS・BS-TBS 4K）[90]
- 28日
  - 逆転!学べるスクール（日本テレビ）[注 3]
  - 開運!浅草ラッキー散歩（テレビ東京）
  - 犯人はコイツだ!〜生活の中に潜む悪いヤツを発見〜（フジテレビ）
- 29日
  - バカリズムのうがった平成百景（NHK BSプレミアム）[91]
  - 皇后四代〜思いは時を越えて〜（NHK BSプレミアム）[92]
- 30日 - 日本を作った選択〜平成最後に振り返る不屈のものづくり列伝（BSテレ東・BSテレ東 4K）

### 5月放送
- 1日
  - 昭和・平成・今日から令和 半径5メートルの胸熱(むねあつ)TV!（NHK総合）[93]
  - 祝・令和!クレイジーダンスバトル（BSテレ東・BSテレ東 4K）[94]
- 2日
  - 京都の大宇宙 東寺 特別編（NHK総合）[95]
  - モノマネでもいいから聴きたい!平成・昭和の名曲ベスト55（テレビ東京）
  - J-WAVE&BS朝日SPECIAL WHAT'S WELLNESS?〜心と体がよろこぶラジオとテレビ〜（BS朝日・BS朝日 4K）[96][97]
- 3日
  - 鳥羽水族館のジュゴン"セレナ"〜世界最長の飼育日誌〜（NHK総合）[98]
  - 図解デ理解 アイマイカイワイ（NHK総合）[99]
  - 世界を驚かせろ!ニッポン企業のドッキリ大作戦（テレビ東京）
- 4日
  - ご即位一般参賀（NHK総合）
  - ロバートアキヤマ探偵事務所〜あのギョーカイのあるある探します。〜（関西テレビ）[100]
  - HY STORY TOUR〜Road to 20th anniversary〜（TOKYO MX1）
- 5日
  - 所ジョージ&中村倫也のゴールデンまなびウィーク!驚き!まなび映像30連発!（日本テレビ）
  - "救世主"か"怪物"か 始動!AI進化論（BSテレ東・BSテレ東 4K）[101]
- 6日
  - 実験バラエティー 規制解除!アンロック（NHK総合）[102]
  - SUNキュー!!50年 そして未来へ（サンテレビ）[注 15]
- 11日
  - 保護にゃんハウス（TBS）[注 2]
  - 恋話カフェ 男と女（NHK BSプレミアム）
- 12日
  - 密着巨大母子病院〜小さな命を救う女性たち〜エマージェンシーナース（日本テレビ）[注 3]
  - 独占!中岡スポーツ〜クイズでわかるホッケー〜（テレビ東京）
  - ウソつきは誰だ?〜ハリセンボンvs関西素人2200万人〜（毎日放送）
- 18日
  - 世界一難しいカラオケ（テレビ朝日）[104]
  - アジアSP 荒野に路は拓いた（テレビ大阪）
  - 北島三郎 芸道58年 歌魂の贈りもの〜昭和・平成・令和 歌い継がれる日本の心〜（BS-TBS・BS-TBS 4K）
- 19日 - 限界突破!アスリミット（日本テレビ）[注 3]
- 25日
  - 俺達のノープラン×ドライブ（福岡放送）[105]
  - 蝶野正洋の経済ブレーンバスター（BSフジ・BSフジ 4K）
- 26日
  - スマホ見せてください!〜大阪〜（25日深夜、NHK総合）[106]
  - 凄技!仮スマ動画（日本テレビ）[注 3]
  - THEグレート町(マッチ)（北海道放送）[107]
  - ふるいちくんのとんがり図鑑（フジテレビ）
  - 発掘!冷凍マンモス〜秘境サハ共和国を行く〜（BSフジ・BSフジ 4K）[108]
- 27日 - 長屋家族（NHK総合）
- 29日 - こっこの空〜語り継ぐ四日市公害〜（三重テレビ放送）[109]
- 31日
  - 「金曜日のソロたちへ」…ひとり暮らしの"リアル"を4分割画面でどうぞ!（NHK総合）[110]
  - 毛利衛&中川翔子 地球最後の秘境へ!ニッポンの深海大冒険（BS-TBS・BS-TBS 4K）
  - 発見!地元ヒストリア〜僕らの街の明治維新〜（テレビ愛知）

### 6月放送
- 2日
  - 世界就活（テレビ東京）
  - プロ野球セ・パ交流戦直前SP プロ野球マル秘情報研究所!（テレビ東京）
- 9日 - 千鳥もビックリ!!イマドキ遍路はじめませんか?（RSK山陽放送）[111]
- 10日 - 世界!知らなかったグルメ（9日深夜、テレビ朝日）
- 12日 - 激撮!交通SOS24時（TBS）[注 16]
- 15日
  - 神様の数字（テレビ朝日）
  - ひよっこ落語家移住記 ネタになってもらえませんか?（テレビ愛知）[112]
- 16日
  - 笑わせたら福来たる（日本テレビ）[注 3]
  - アピタ・ピアゴpresents キャイ〜ン&おかずクラブの鉄板焼グルメ祭（中京テレビ / NNS中部8局ネット[注 17]）[113]
  - ちあきなおみ 再び始まる歌姫伝説〜デビュー50周年 新たな魅力再発見〜（BSテレ東・BSテレ東 4K）[114][115]
- 18日 - ザ!激走!サバイバルBINGO!（日本テレビ）
- 19日 - 師弟物語〜人生を変えた出会い〜 田中将大×野村克也（NHK BSプレミアム）
- 20日 - テレビマン・ザ・ワールド〜世界の敏腕ディレクター〜（読売テレビ）
- 21日 - 〜痩せた分だけ金になる〜ドリームダイエット!（フジテレビ）[注 6]
- 22日 - 今を生きろ!高校生たちの絆〜映画「泣くな赤鬼」SP（テレビ東京）
- 23日
  - あの時は本気でテンパった（日本テレビ）[注 3]
  - やすともの恋愛島 極限LOVEサバイバル（朝日放送テレビ）[116]
- 27日 - 超舌!トーク匠（Talk Show!!）〜その道のプロの一番ウケる話〜（読売テレビ）[117][118]
- 29日
  - "あの人"が知りたい超質問バラエティ 究極の一問（毎日放送）[119]
  - 関根勤御一行様台湾縦断!弾丸うまいもんツアー1泊2日で五大都市グルメ制覇（TVQ九州放送）[120]
  - 世界ドッキリ映像大賞（フジテレビ）[注 7]
- 30日
  - 『君の名も。』〜人生激変!? 同姓同名ストーリー〜（朝日放送テレビ）[121]
  - あなたの願い事叶える神様仏様教えます（BS朝日・BS朝日 4K）
  - 夢の休日 〜稲村亜美が訪ねるハワイ・オアフ島〜（BSフジ・BSフジ 4K）[122]

### 7月放送
- 1日
  - MCくっきーの人生の肥やしちゃん〜知らないあなたは損してる!（6月30日深夜、関西テレビ）[123]
  - 世界ぶっとび映像グランプリ〜ちょっと日本では考えられません〜（テレビ東京）[124]
- 5日(EX)・6日(ABC) - #姫ワザ この夏ワンポイントで脱ダサい!（朝日放送テレビ・テレビ朝日）[125]
- 6日 - 安住紳一郎と2019年上半期のTBS（5日深夜、TBS）[126]
- 7日
  - レジェンドの系譜〜ニッポン男子マラソン復活へ〜（RKB毎日放送）[127]
  - 知らなきゃ損する!?おカネの学校（テレビ東京）
  - ウィーアーダイアン! in YOKOHAMA（テレビ神奈川）[128]
  - 人間発掘スペシャル 阿久悠 その創作の原点〜ある劇画家との運命の物語〜（BSフジ・BSフジ 4K）
- 12日
  - 芸能人ポンコツ脱出グランプリ〜笑って泣いて!できない自分を乗り越えろ!〜（テレビ東京）
  - 復活!ザ・ベストテン（BS-TBS・BS-TBS 4K）
- 13日
  - 有名人特製ナビで行く!宮川千鳥の極上夏休み（テレビ信州）[129]
  - 芸能人が本気で挑んだ100日間 ブラスト!ガールズ（フジテレビ）
- 14日 - クイズ!あなたは100点満点!?（日本テレビ）[注 3]
- 15日
  - 卓球・伊藤美誠 TOKYOへの道標〜完全密着・史上最も厳しい365日〜（テレビ東京）
  - それゆけ!笑い島〜過疎進む瀬戸の離島でお笑いライブ!〜（中国放送）
- 20日
  - 町の真実どっちでショー!?（TBS）[注 2][130]
  - VTuberスター誕生 VV行こうぜ!（中京テレビ）[131]
- 21日
  - 50日間で女性の顔は変わるのか!?（日本テレビ）[注 3]
  - ちょっと日本を出てみます（BSフジ・BSフジ 4K）[132]
  - 中京テレビ開局50年 ブラザー presents 潜入!絶滅動物研究所〜守ろう、地球のたからもの〜（中京テレビ）[133]
- 25日 - ツギクル芸人グランプリ2019（24日深夜、フジテレビ）[134]
- 26日 - 思わず日本再発見バラエティ さささるじゃぱん（北海道文化放送）[135]
- 27日
  - 目で見るルールブック（日本テレビ）[注 14]
  - 一撃!メロメロワード（TBS）[注 2]
  - ドキドキはじける!真夏の宝島 THE ODAIBA 2019開幕SP（フジテレビ）
  - ケンコバイク!あした鈴鹿8耐だし伊豆・箱根でバイク遍歴語ろうSP（BS日テレ）
  - 川畑&すっちーのローマの休日新喜劇（BSフジ・BSフジ 4K）
- 28日
  - 穴埋めクイズQ落下（日本テレビ）[注 3]
  - お値段追求バラエティ じいや、アレ買ってきて（関西テレビ）[136]
  - 歴論〜あなたの歴史常識に異論あり!〜（BS朝日・BS朝日 4K）
- 31日 - 出川哲朗の恥の王様〜恥の数だけ人生は豊かになる〜（毎日放送）

### 8月放送
- 2日 - 今日、刑務所を出ます〜やり直したいオンナたち〜（フジテレビ）[注 6]
- 3日
  - 空っぽジャーニー（TBS）[注 2]
  - 夏だ!花火でカンパイ 神戸から生中継SP!（サンテレビ）[注 18]
  - 超三国志 徹底解明!英雄たちの真実（NHK BSプレミアム）
- 4日 - 展覧会「みんなのミュシャ」開催記念・読売日本交響楽団プレミアムコンサート（BS日テレ）
- 6日
  - メルカリバトルバラエティ 金のうぶ声（5日深夜、読売テレビ）[138]
  - 雑居ビルの奥のおく（NHK総合）[139]
  - 言伝〜広島を生きた母〜（中国放送）
  - 原爆ドーム〜その名に遺されたもの〜（テレビ新広島）
- 7日 - こわでん（怖い伝説）（NHK BSプレミアム）[140]
- 9日
  - どすこい!夢の大相撲 〜令和元年AI場所〜（NHK総合）[141]
  - 中京テレビ開局50年 ウマい!安い!おもしろい!全日本びっくり仰店グランプリ（中京テレビ）[142][注 19]
- 10日
  - #あちこちのすずさん〜戦争中の暮らしの記憶〜（NHK総合）[注 13][143]
  - 大悟道〜これが千鳥の生芝居〜（NHK総合）[144][145]
  - ROAD TO GOLD 東京2020〜疾走するアスリートたちの夏〜（TBS）
  - 億女のヒミツ（関西テレビ）[146]
  - あなたも行ける!世界の過激&絶景 アドベンチャーツアー（NHK BSプレミアム）
  - ドラマ×マンガ お父さんと私の"シベリア抑留"〜「凍りの掌(て)」が描く戦争〜（NHK BSプレミアム）
  - 坂本冬美 昭和の巨匠を歌う（BS-TBS・BS-TBS 4K）[147]
  - スゴいぞ!ニッポンの木のチカラ（BSテレ東・BSテレ東 4K）[148]
- 11日
  - リベンジマッスル（日本テレビ）[注 3][149]
  - 終戦スペシャル 子どもたちの戦争（TBS）
  - オードリー春日のガリレオゴルフ 物理学でゴルフの上達を目指せ!（テレビ東京）
  - "あの集合写真をもう一度"〜だいぶ経ったよ全員集合〜（テレビ東京）[注 4]
- 12日
  - 言いがかり提案します〜世の中もっと良くしません?〜（11日深夜、関西テレビ）[150]
  - 昭和歌謡 ふたりの絆!美空ひばり×島倉千代子4時間スペシャル（BS朝日・BS朝日 4K）[151]
  - 終戦74年特別番組 落語家たちの戦争〜禁じられた噺と国策落語の謎〜（BSフジ・BSフジ 4K）[152]
- 16日
  - パプリカスペシャル 米津玄師インタビュー（NHK Eテレ）
  - 大人のモメごと解決します。（フジテレビ）[注 6]
  - 勝手に妄想TV〜どうなる!?令和30年〜（NHK札幌放送局 / NHK総合（北海道））
- 18日
  - 高嶋ちさ子 麗しのポーランド音楽旅（BS-TBS・BS-TBS 4K）[153]
  - さかなクンと行く珍魚探検〜シーラカンスは日本にいる?!〜（BSテレ東・BSテレ東 4K）
- 19日
  - 祈りの夏・聖地の声〜京アニに伝えたい感謝の言葉〜（18日深夜、毎日放送）[154]
  - 憧れの寝台列車 瑞風で巡る極上の旅 美しい日本と歴史ロマンを求めて（BSテレ東・BSテレ東 4K）[155]
- 20日 - ネタ祭り!2019夏!! 史上最強お笑いチャンプが大集結スペシャル（朝日放送テレビ）
- 24日
  - 千鳥の気になる!離島重大ニュース〜やっぱ、島はえぇ。〜（23日深夜、フジテレビ）
  - ドキュメント矢沢永吉 〜70歳 最後のレコーディング〜（NHK総合）
  - 気になるマネーマップ（フジテレビ）
  - モネ「睡蓮」〜よみがえる“奇跡の一枚”（NHK BSプレミアム）
  - サザンオールスターズ LIVE TOUR 2019「"キミは見てくれが悪いんだから、アホ丸出しでマイクを握ってろ!!"だと!?ふざけるな!!」（WOWOWプライム）[156]
- 30日 - そうだ、波に乗ろう!〜サーフィン天国MIYAZAKI〜（NHK宮崎放送局 / NHK総合（宮崎・熊本・鹿児島・沖縄））
- 31日
  - これが日本最強のネタ 決定!三陸の極上寿司（テレビ岩手）[157]
  - 爆笑!オールフォーワン（TBS）[注 2][158]
  - 芸能人の激推しアイテム〜リアルな口コミ届きましたSP〜（フジテレビ）[159]
  - ワールド・ポリスカム〜警察が撮った!世界の大捜査線〜（フジテレビ）[注 7]
  - Life With Robots〜ココロ操るロボット革命〜（NHK BS1）
  - パプリカでひとつに〜キズナビトの夏〜（NHK BSプレミアム）[160]
  - 野菜記念日〜採って食べたら美味かった!〜（BSテレ東・BSテレ東 4K）

### 9月放送
- 1日
  - 人生変わる!?奇跡の宿（静岡放送）[161]
  - 笑撃映像を徹底リサーチ!日本の国民的アレ、世界ではコレでした（関西テレビ）
  - 押しつけクイズ YOU! ANSWER!!（読売テレビ）[162]
  - 4K放送はじまるよ!ももクロがきてます?（BS日テレ・BS日テレ 4K）[163][164]
  - 氷艶hyoen2019 -月光かりの如く-（BS日テレ・BS日テレ 4K）[163]
  - BS日テレ 4K特番 スタートダッシュ!!ももクロ仕立て（BS日テレ・BS日テレ 4K）[164]
  - 時代を斬る!和太鼓集団が世界を鳴らす!切腹ピストルズ参上（BSテレ東・BSテレ東 4K）
- 7日
  - 運命のバクダン発言（テレビ朝日）
  - 芸能人が人気商品を○○してみた!〜今買わなくて、いつ買うの!?SP〜（TBS）[165]
  - 僕らは真夏の鈴鹿を駆け抜けた-10時間耐久レースの記憶-（テレビ大阪）[166]
  - えなり&泉(秘)モナコ旅〜世界中のセレブが集う㊙映像&超貴重体験〜（BS日テレ・BS日テレ 4K）[163]
- 8日
  - 大陸横断!世界の珍獣プレミア映像（TBS）[注 20][168]
  - 志らくの怒りの先にはワケがある!（関西テレビ）[169]
- 9日
  - Aぇ! groupのAぇ!関西プロジェクト（8日深夜、関西テレビ）[170]
  - ついに上陸!「スター・ウォーズ アイデンティティーズ」（BS朝日・BS朝日 4K）[171]
- 10日 - 樹木希林さん特別番組〜おもしろうて、やがて不思議の、樹木希林〜（テレビ朝日）[172]
- 12日 - 映像ビックリエイター（読売テレビ）
- 14日
  - クイズ!10カウント（TBS）[注 2][173]
  - 70代・80代いくつになっても結果は出せる!これからのカラダ投資（テレビ東京）
  - 奇跡のひっそり観光地 出川哲朗さまぁ〜ず“ふれ合い珍道中”千鳥&名取裕子も爆笑（テレビ東京）[注 21]
  - ジャニーズWESTの出世する人・しない人（フジテレビ）[174]
  - はるな愛&野呂佳代の映えるよね〜（関西テレビ）[175]
  - 50年前!日本ラグビーは世界に迫った 伝説のイングランド戦（NHK BS1）
- 15日
  - ビューティプライド〜美しきメイクの戦い〜（日本テレビ）[注 3]
  - サンドウィッチマンのバズれ!アスリートTuber（日本テレビ）[176]
  - 師弟ご対面SHOW〜私、一人前ですか?〜（CBCテレビ）[177]
- 16日
  - かまいたちの机上の空論城〜やってみたらこうなる!…ハズ〜（15日深夜、関西テレビ）※パイロット版
  - 博多華丸・大吉のピンチで生き残る知恵セブン（RKB毎日放送）[178]
  - 裕司&尚美の夫婦(めおと)バンザイ!〜夫婦の数だけドラマがある〜（BS朝日・BS朝日 4K）[179]
- 20日
  - 地獄絵図グランプリ（19日深夜、読売テレビ）[180]
  - ポロリ記念館（テレビ朝日）
- 21日
  - 東野幸治の宇宙科学特捜隊 アインシュタイン先生、世界は"ひも"でできていました（朝日放送テレビ）
  - 水谷千重子の歌ってえぇんか 大和路流しさんぽ（関西テレビ）[181]
  - 風の譜〜福岡が生んだ伝説の編曲家・大村雅朗〜（福岡放送）[182]
  - 松本・早見・浅香の…教えて!ドクター〜今こそ腸活!!ブームの秘密に迫る〜（BS朝日・BS朝日 4K）[183]
  - ハウステンボス九州一花火大会〜夜空を彩る22,000発の競演〜（BSフジ・BSフジ 4K）
- 22日
  - 一撃解明バラエティー ひと目でわかる!（日本テレビ）第1回[注 3]
  - 中居正広の【悲報】館（日本テレビ）第1回[184]
  - 追跡ドキュメントバラエティー シンジジツ（フジテレビ）第1回[185]
- 23日
  - 体感トラベル 瀬戸内国際芸術祭（NHK岡山放送局 / NHK総合）[186]
  - 青春サラブレッド〜北海道静内農業高校の夏〜（テレビ北海道）[187]
  - 中川家のラグビーがわかる喫茶店（朝日放送テレビ）[188]
  - 九州女子が行く!ロッチとJOYとTOKYO(秘)デート!!（熊本放送 / JNN九州ブロック）[189]
- 24日 - 出るか!? ヤバイよ新記録 リアルガチレコード（TBS）[190]
- 25日
  - マッチングⅣ（24日深夜、TBS）[191]
  - もぐもぐかまいたち!〜1万円で食べつくす石川・富山グルメツアー〜（北陸放送・チューリップテレビ）
  - よる7時の千鳥港、半端ないってよ。（中国放送 / JNN中国・四国4局）[192]
  - 見えない絆 いつもココロに〜ランナー・鍋島莉奈の挑戦〜（テレビ高知）
- 27日
  - ネタXチェンジ（26日深夜、読売テレビ）[193]
  - あざとくて何が悪いの?（テレビ朝日）
- 28日
  - 驚キュレーション!!イイコト聞いたんだけど…聞く?（毎日放送）[194]
  - 美らの島の七色の景色 〜片瀬那奈 忘れられない一瞬へ。〜（テレビせとうち）[195]
  - 千原社長のいきなり!宮城ツーリスト〜宮城県民も知らなかった宮城県〜（東日本放送）[196]
  - TKO×サンドウィッチマンのおっさんず4（関西テレビ）[197]
  - がんで“繋(つな)がる”（NHK BSプレミアム）
- 29日
  - ボクシング伊藤雅雪復帰戦〜悪夢の王座陥落から再び世界へ〜（28日深夜、フジテレビ）
  - 未解決クラブ（日本テレビ）[注 3][198]
  - 伝説の日本人を超えろ!サムライチャレンジ（TBS）
  - スピーチNo.1決定戦 Speech!（テレビ東京）
  - 横綱稀勢の里断髪式〜最後の土俵入り・荒磯襲名披露〜（BS日テレ・BS日テレ 4K）
  - 経済スペシャル 令和×渋沢栄一〜日本型経営の源流（BSテレ東・BSテレ東 4K）
- 30日 - 美しいにはワケがある〜世界で見つけたキレイの黄金比〜（BS朝日・BS朝日 4K）[199]

### 10月放送
- 1日
  - 富美沢梅男の逆逆逆（9月30日深夜、フジテレビ）
  - おもスゴ世界一!〜あの有名人も世界記録に挑戦しちゃいましたSP〜（テレビ東京）[注 22]
- 2日 - トラブルSOS サギ師vs弁護士 だましとった金を返せSP（フジテレビ）[200]
- 4日
  - GLAY 25周年特番 DEMOCRACY〜GLAYが掲げた公約〜（九州朝日放送（3日深夜）、他）[201]
  - 中川工場（NHK大阪放送局 / NHK総合（近畿2府4県））[202]
  - パンダ故郷へ帰る〜誕生・成長・そして野生へ 密着2年半〜（BS日テレ・BS日テレ 4K）[203]
  - ナイツのビールいかがっすか?（BSテレ東・BSテレ東 4K）[204]
- 5日
  - 開局30周年食欲の秋、てんこもりスペシャル（テレビ北海道）[205]
  - 自転車旅 ユーロヴェロ70000キロ（NHK BSプレミアム）[206]
- 6日
  - 設楽統の妄想ドキュメンタリー（5日深夜、テレビ朝日）
  - まだ間に合う!360°の感動!新ウエスト・サイド・ストーリー（TBS）
  - 千原ジュニアのリアル近現代史 100歳さんに聞いてみた（メ〜テレ）[207]
- 8日 - 男と女の幸せってなんだ?（関西テレビ）[200]
- 9日
  - 怒られ履歴書（フジテレビ）[200]
  - 佐々岡カープ誕生!初練習を生中継（広島テレビ）
  - 絶景カメラ 〜尾瀬・その知られざる素顔〜（NHK BSプレミアム）[208]
- 10日 - IKKOの奇跡の瞬間83連発!まぼろし〜衝撃映像祭（テレビ東京）
- 11日 - 走る別荘!車中泊の旅 〜秋の信州と能登半島SP〜（BS-TBS・BS-TBS 4K）[209]
- 12日
  - 食べた麺の長さで勝負!ご当地麺バトル（広島テレビ）[210]
  - ヨーロッパの宝石箱 リヒテンシュタイン侯国〜その至宝コレクション〜（テレビ東京）
  - 日本に恋したゴッホ〜北川景子が歩く天才画家の旅路〜（BS日テレ・BS日テレ 4K）[211]
- 13日
  - 絶滅料理再現バラエティ ロストグルメ（CBCテレビ）[212]
  - 格闘王誕生!ONE Championship 時代ハカワッタ!100回記念大会SP（テレビ東京）
- 14日
  - 金田正一さんをしのんで〜400勝投手の誇りと苦闘〜（NHK総合）[213]
  - 突撃!ストリートシェフ@ワシントン（NHK BS1）[注 23][214][注 24]
- 15日 - 不思議なNIPPONの歩き方（関西テレビ）[215]
- 18日 - スゴ腕獣医師に密着!動物病院24時（BS-TBS・BS-TBS 4K）[216]
- 19日
  - ONE OK ROCK World Tour Document（NHK総合）[217]
  - 恋愛脚本家（日本テレビ）[注 14]
  - ストリート開拓（テレビ朝日）
  - 黄色いハンカチ突撃隊 ヒロミ・ザキヤマ・若槻千夏が田舎で幸せのお手伝い!（フジテレビ）
  - 「真実」〜映画監督・是枝裕和の新たなる挑戦〜（フジテレビ）
  - 正倉院の奇跡〜守り継がれた天皇の倉〜（読売テレビ / BS日テレ・BS日テレ 4K）[218]
  - 小田和正 Tour 2018～19 ENCORE!! ENCORE!!（NHK BSプレミアム）[219][注 25]
  - 未来へつなぐ にっぽんの歌魂（BS-TBS・BS-TBS 4K）[221]
  - 中村雅俊のしゃべらナイト♪（BSフジ・BSフジ 4K）[222]
- 20日
  - ヤバイ話をマンガにしてみた（日本テレビ）[注 3]
  - からだメンテナンスバラエティ 健康調査隊〜肥満&便秘 お腹の不調解消SP〜（テレビ東京）
  - 森繁久彌 没十年 人生はミラーボール〜息子が辿る父の軌跡〜子が辿る父の軌跡〜（BSフジ・BSフジ 4K）
- 26日
  - 馬とともに疾れ〜世界一過酷な長距離耐久レース〜（NHK BSプレミアム）[223]
  - だって捨てられないんだもん!（BS-TBS・BS-TBS 4K）
- 27日
  - 名曲にのせて贈る 潜入!工場JAPAN(秘)スゴ技SP（テレビ東京）[注 4]
  - がん新治療＆健康長寿 先端医療の未来モデル（BS-TBS・BS-TBS 4K）
  - 地域商店街の今〜ローカルビズ最前線〜（BSテレ東・BSテレ東 4K）
  - 学生フォーミュラ日本大会2019〜クルマづくりに青春を捧げた若者たち〜（BSフジ・BSフジ 4K）
- 28日 - 動物リアルガチ図鑑（TBS）
- 29日 - 全国1000人のオカンに聞いてみた!オカンは何でおかんむり?（テレビ東京）[注 22]

### 11月放送
- 1日
  - 上沼恵美子&坂上忍の東西べしゃり歌合戦（フジテレビ・関西テレビ）[224]
  - タビフクヤマ（フジテレビ）[225]
- 2日
  - 突撃!みんなのTT体操（日本テレビ）
  - 土方歳三 五稜郭 星の謎〜田中要次オランダ・函館紀行〜（テレビ北海道）[226]
  - 産地で発見!コリァすごいメシ〜疲れに効く(秘)レシピ〜（関西テレビ）[227]
  - スイッチ!OTV〜感謝還暦!!クイズで紐解くお宝映像〜（沖縄テレビ）[228]
  - 登坂淳一VS声の達人〜プロのスゴ技を大解剖〜（BSフジ・BSフジ 4K）[229]
  - スカパー!シン・テレビ王決定戦!（BSスカパー!）[230]
- 3日
  - やりすぎ地球防衛軍（日本テレビ）[注 3]
  - 最果ての島 アイラを往く 〜自然、人、酒が心ふるわすケルトの地〜（BSフジ・BSフジ 4K）
- 4日
  - 推しナビ!パラ陸上世界選手権2019（NHK総合）
  - RADWIMPS×新海誠（NHK総合）
  - 朝からTT体操!歩こうみんなで100億歩!カラダWEEK今日から始まるよSP!（日本テレビ）
  - SENKOU〜アジアから世界へ〜サッカー少年達の熱き夏（テレビ大阪）[231]
  - 仰天!超立地レストラン（TVQ九州放送）[232]
  - ラグビーW杯 完全保存版!快進撃ニッポン感動の軌跡（NHK BS1）
  - 追悼 佐藤しのぶ〜神様に声を返す日まで〜（NHK BSプレミアム）
- 8日 -  DRONE×鬼（日本テレビ）[233]
- 9日
  - 響きあう美 佐竹本三十六歌仙絵（NHK総合）[234]
  - 天皇陛下即位祝賀式典（NHK総合・BS4K）
  - クイズ!大阪で日本一周食いだおレース!! 〜47都道府県グルメ合戦!!〜（朝日放送テレビ）
  - 未完の世界遺産サグラダ・ファミリア（NHK BSプレミアム）
  - 秘蔵映像!島倉千代子 涙の熱唱と波瀾の人生（BS-TBS・BS-TBS 4K）[235]

- 10日
  - P&G presents 松岡修造の東京オリンピック!!人生を変える感動体験（テレビ朝日）
  - 空からスターが降ってきた!（テレビ東京）[注 4][237]
  - 世界が驚いた!発明家・吉藤オリィ〜“分身ロボット"で目指す孤独の解消〜（BS日テレ・BS日テレ 4K）
- 12日 - 小泉孝太郎&ムロツヨシ自由気ままに2人旅 日本の世界遺産に行ってみたSP（フジテレビ）[238]
- 13日 - Apollo Amateur Night Japan 2019決勝ラウンド（BS日テレ・BS日テレ 4K）
- 16日
  - 入手困難バラエティ 超レア品解剖します!（フジテレビ）
  - ひとまかせ総本山 まるなげ寺（関西テレビ）[239]
  - 壮絶闘病から読み解く うつ病を生きる新常識（NHK BSプレミアム）
- 17日
  - はじめましてわたしを好きなひと（日本テレビ）[注 3][240]
  - カッティングエッジ 世界を変える科学者たち（中京テレビ）[241]
- 19日 - 大人のアートバラエティ 秋の京都 de いとおかし（18日深夜、読売テレビ）[242]
- 20日 - カリメン（RKB毎日放送）[注 28]
- 23日
  - 史上初!完全密着カメラが捉えた 誰も知らなかった巨人の真実（日本テレビ）
  - 音が出たら負け!（日本テレビ）[注 14][注 29]
  - そうそうソウル〜今こそ行かなきゃ!得得ツアー〜（テレビ愛知）[243]
  - 明石家笑業修学旅行〜お笑い向上の旅〜（フジテレビ）[注 7][244]
  - 中京テレビ開局50年 池上彰と考える“フェイクニュース”〜サンドウィッチマンさん、そのハナシ信じていいの!?〜（中京テレビ）[245]
  - 磯村勇斗のぶらり男子2人旅〜しずおか沼津に里帰り〜（静岡放送）
  - 淳のワヤ旅!〜城好き歴男ふるさと巡礼〜（山口朝日放送 / ANN中四国ブロック）[246][注 30]
- 24日
  - リアル無理ゲー。（日本テレビ）[注 3]
  - 高橋一生の気ままにスナフキン旅（NHK BS4K）[247][注 31]
- 26日
  - 阿佐ヶ谷姉妹のおばさんだってできるわよ（日本テレビ）
  - 3万人に聞いた!千原ジュニアの愛知最強B級グルメBEST50〜本当にウマすぎる“1000円以下”の味〜（テレビ愛知）[248]
- 30日
  - この道の先に何がある?ストリートサイクルビュー360°（NHK総合）[249]
  - 全国ご当地ドラレコ旅（テレビ大阪）[250]
  - 女の大逆転銀行（フジテレビ）
  - はんなり!?げんなり!?自慢遊記in秋の京都 〜出た!事務所の濃い話 ワォ!〜（朝日放送テレビ）[251]

### 12月放送
- 1日
  - ATV開局50周年記念特別番組 県民1000人が選ぶ記憶に残るあおもり50年のニュース（青森テレビ）[252]
  - 42年ぶりの快挙!渋野日向子 全英女子オープン全軌跡（BS朝日・BS朝日 4K）
  - ここまで来た!タイヤが動かす未来のクルマ社会（BSテレ東・BSテレ東 4K）
- 3日 - 大漁JAPAN（テレビ東京）[注 22]
- 5日
  - 医師・中村哲さんが残したもの（NHK福岡放送局 / NHK総合〈九州・沖縄ブロック〉）
  - 第1回高校ダンス部グランプリ決定戦（NHK BS1）
- 6日 - 氷川きよし20周年特番（BS-TBS・BS-TBS 4K）[253]
- 7日
  - 謎を解け!ミイラからの挑戦状（TBS）
  - この冬一番めぐり散歩!あったかパーク冬遊びガイダンス（テレビ東京）
  - 世界を翔ける日本競馬〜令和新時代の挑戦〜（テレビ東京）
  - バカ売れナンバー1の秘密、調査します!（フジテレビ）
  - 貧ぼっちゃまの大発明（フジテレビ）
  - G-1グランプリ 吉本No.1ゴルフ決定戦 Supported by スカルプD（朝日放送テレビ）[254]
  - 千原キャスティング株式会社（関西テレビ）[255]
  - 船越英一郎、旅に出る 〜ワインの郷 サンフランシスコとナパバレー〜（BS日テレ・BS日テレ 4K）[256]
  - 令和・歌の祭典2019（BS-TBS・BS-TBS 4K）[257]
- 8日
  - THE YELLOW MONKEY LIVE 2019（7日深夜、NHK総合）[258]
  - 一億総カメラマン!時代を変えたスクープ動画（TBS）[259]
  - どうしてこうなった!?ドン底人生からの救出SP（テレビ東京）[注 4]
  - 伝説の母ちゃん（関西テレビ）[260]
  - 反骨のプロレス魂〜破壊王 最期の真実〜（BSフジ・BSフジ 4K）[261]
  - ショーケンFOREVER 追悼・ボクらが知ってる萩原健一さん（TBSチャンネル2）[262]
- 9日 - 密着180日 なぜ森保一は日本代表監督なのか?（8日深夜、テレビ静岡）[263]
- 13日 - しろくまピース20歳〜家族と歩んだ“いのち”の軌跡〜（NHK松山放送局 / NHK総合（四国4県））[264][注 32]
- 14日
  - なるほど!感動!鉄道スクール（日本テレビ）
  - 人間vsAI 前代未聞の歌バトル（日本テレビ）[注 14]
  - 松岡修造の聞いてください!先生も悩んでます（テレビ朝日）[265]
  - 危険回避バラエティ その手があったか!（TBS）[注 2]
  - 風をつかめ!ヨーロッパアルプス大縦断レース（NHK BSプレミアム）[266]
  - わが地域で創る新たな人生〜令和時代の起業戦略〜（BSテレ東・BSテレ東 4K）[267]
- 15日 - 松本清張 ニッポンの謎に挑む（BSフジ・BSフジ 4K）[268]
- 16日 - 花園を目指す君へ〜ラグビーW杯戦士からのエール〜（毎日放送）[269]
- 17日 - どっちの家を買いますか?〜最強不動産屋のプレゼン家売りバトル〜（テレビ東京）[注 22]
- 18日 - 歴史探偵「本能寺の変」（NHK総合）[270]
- 19日 - フェイク・バスターズ（NHK総合）[271]
- 20日 
  - 完食者ゼロの店!デカ盛り道場破り 誰も完食したことのないデカ盛り店に挑む!（テレビ東京）
  - モノさん、おしえて。（NHK大阪放送局 / NHK総合（近畿2府4県））[272]
- 21日
  - ダンナの昼顔（TBS）[注 2][273]
  - 独占中継 新・国立競技場 今夜その全貌を初公開SP（TBS）[274]
  - 湯けむりカート聞きこみ旅（テレビ東京）[注 21]
  - トップをねらわない店〜1ヵ月おじゃまシマス〜（フジテレビ）[275]
  - おかげさま!令和最初のお伊勢さん（東海テレビ）
- 22日
  - 凄技!仮スマ動画（日本テレビ）
  - 日本全国1747市区町村でピンポイントアンケート 極せまサーチ（毎日放送）
  - 魅惑のマカオ新八景〜大人女子の旅〜（BS朝日・BS朝日 4K）[276]
  - 山里&壇蜜のケーザイ金言（BS朝日・BS朝日 4K）[277]
- 23日
  - 時事ネタ王2019 ニュースVS芸人（NHK総合）[278]
  - ロックン★ローカル（NHK総合）[279]
  - 自分の足で頂上へ 難病の少年と土屋太鳳が挑むスイスの名峰 ブライトホルン登山（BS日テレ・BS日テレ 4K）[注 33]
  - 起業家ママ "幸せ"病院革命（BS朝日・BS朝日 4K）[280]
- 24日
  - TV×MTV〜テレビをマネするテレビ〜（23日深夜、フジテレビ）[275]
  - 理論上可能です。（23日深夜、TBS）[281]
  - 子犬が家にやってきた!〜パピーラブラブドキュメント〜（NHK総合）
  - 樹木希林の天国からコンニチワ（東海テレビ）[282]
  - ただいま改装中〜お助けDIY大作戦〜（BS朝日・BS朝日 4K）[283]
- 25日
  - アナウンサー朗読会『おはなしの暖炉』（関西テレビ）[284][285]
  - “アナ雪の故郷”を訪ねて〜ノルウェー・ファンタジー紀行〜（NHK BSプレミアム）
  - 春風亭昇太のとっておきの1本〜今宵のつまみはBS笑点ドラマSP〜（BS日テレ・BS日テレ 4K）[286]
  - 舞台「魔界転生」（BS日テレ・BS日テレ 4K）[287]
  - 未来レストランへようこそ〜究極の一皿を召し上がれ!〜（BS朝日・BS朝日 4K）[288]
- 26日
  - ワールドカロリーモンスター（読売テレビ）
  - ハードワーキングホリデー（TBS）[289]
  - いまだ大明神（フジテレビ）[275]
  - トランプ大統領決定戦!最高峰の頭脳がカードゲーム対決（BSテレ東・BSテレ東 4K）
- 27日
  - 宮下草薙のポジティブ様と暮らしてみた!（26日深夜、フジテレビ）[275]
  - 陽水と時代〜5人が語る井上陽水の50年〜（NHK総合・BS4K）[290]
  - 実録!解決ファイル（TBS）[291]
  - 爆笑問題の天国が地獄（フジテレビ）[275]
  - 蛍原x大輔xフジモン ほとバス〜小京都・金沢で多数決旅〜（関西テレビ）[292]
  - 投稿小町!生放送で「女子会」でやんす!（BSテレ東・BSテレ東 4K）
- 28日
  - 空手プレミアリーグ2019総集編（27日深夜、フジテレビ）
  - ドラえもん”誕生”50年 みんなみんなかなえてくれる♪ 〜ひみつ道具と科学〜（NHK総合）[278]
  - EXI怒（テレビ朝日）
  - ワケあって片付けたいと思います。（テレビ東京）
  - 知名度が旅の資金￥名前知ってますカネ?（テレビ東京）
  - 日本ここ何ロード この道通るのどんな人?（フジテレビ）[275]
  - 料理の神様〜AIレシピVS職人シェフ 究極の対決!〜（フジテレビ）[275]
  - うちわけいただきました!〜ヒミツの円グラフ〜（フジテレビ）[275]
  - 世界ギャップ大調査!ベスト×ワースト（フジテレビ）[注 7][275]
  - ブラマヨ10万歩!（毎日放送）
  - ＃同期と繋がりたい ～この後イベントあるけど その前に…旅～（毎日放送）[293]
  - 権藤 ゴンドウ 雨、ゴンドウ〜壊れた肩が築いた“教えない教え”〜（東海テレビ）[294]
  - 消えた戦国の城 白川郷の埋蔵金を追え!（テレビ愛知）[295]
  - レジェンドの目撃者～三冠王 落合博満～（NHK BS1）※シリーズ第1回
  - 密着!魂の研究者24時（BS朝日・BS朝日 4K）
  - 古写真でめぐる!ニッポン新発見旅（BSフジ・BSフジ 4K）
- 29日
  - オタクのおたく（28日深夜、フジテレビ）[275]
  - クイズ!THE采配（TBS）[296][297]
  - 田舎で1000万円プレーヤー（フジテレビ）[275]
  - 爆買い★スター恩返し（フジテレビ）[275]
  - 芸人デカスロン（フジテレビ）[275]
  - 芸能人モヤモヤ事件簿（フジテレビ）[275]
  - ン年に1度!超貴重な瞬間!ありがタイミング（フジテレビ）[275]
  - 東野吉田のべしゃり部屋〜令和の出来事しゃべり尽くSP〜（毎日放送）[298]
  - 迷信探偵ファイル〜奇々怪々!東海地方の巻〜（東海テレビ）[299]
  - 大和証券グループ presents BBC Proms JAPAN 2019 Last Night of the Proms（BS朝日・BS朝日 4K）[300]
  - 笑顔、届けます!全国ハッピーニュース2019（BS-TBS・BS-TBS 4K）[301]
  - 地平線の彼方へ!激走3000キロ 2019ブリヂストン・ワールドソーラーチャレンジ（BSテレ東・BSテレ東 4K）
- 30日
  - ジャパニーズ in プリズン〜今夜面会!世界の獄中ニッポン人〜（29日深夜、テレビ東京）
  - さまぁ〜ずの画はぁ〜く（テレビ朝日、 - 31日未明）[302]
  - そもそもなんでダメなんだっけ?（テレビ東京、 - 31日未明）
  - 井上尚弥の(秘)タヒチ旅（フジテレビ）[注 34]
  - 人生二択クイズ あの人、今どっち!?（フジテレビ）[275]
  - 騎手 藤田菜七子 22歳のホンネ デビューから4年間に密着（29日深夜、フジテレビ・30日、関西テレビ）[303][304]
  - らーめんジャーニー（東海テレビ）[305]
  - どえらいもん映像社（東海テレビ）[306]
  - 天皇のディナー（NHK BSプレミアム）[278]
  - Perfume×Technology presents Reframe2019（NHK BSプレミアム・BS4K）[307]
  - おしかけ!社長のウチで晩ごはん（BS朝日・BS朝日 4K）[308]
  - 令和を変える!日本人の大発明 あの定番商品はじめて物語〜スゴイぞ閃きの瞬間〜（BSテレ東・BSテレ東 4K）
- 31日
  - 旅ジョ 〜絶景・美食・癒しのカンボジア〜（30日深夜、テレビ東京）
  - 実はカットされてました（フジテレビ）[275]
  - アナタの最愛の人よみがえらせます（フジテレビ）[275]
  - 〆切カウントダウン（フジテレビ）[275]
  - 追跡!あのニュースでワイドショーが諦めたコト（フジテレビ）[275]
  - 平成競馬全史1989/2019〜未来に語り継ぐ忘れじのシーンTOP50（BSフジ・BSフジ 4K）[309]
- 31日 - 2020年1月1日
  - 年またぎにじさんじ!〜ゆくV!くるV!島﨑信長も来ちゃったよSP!〜（TOKYO MX1）
  - 私立恵比寿中学カウントダウン学芸会「ねずみ年の幕開けはエビチュー」フジテレビONE完全生中継（フジテレビONE）[310]
  - Hello! Project COUNTDOWN PARTY 2019 〜GOOD BYE & HELLO!〜第1部&第2部 中野サンプラザより生中継（フジテレビTWO）※1部（31日16:00 - 21:00）・2部（23:00 - 1日2:30）の2部構成[310]
  - 令和初 CountDown Live in OKINAWA 〜HY、BEGIN、MONGOL800 ほか〜（フジテレビNEXT）[310]

## 2回以上放送のシリーズ番組

### 1月放送
- 1日
  - 日本で一番早いお笑いバトル!フットンダ王決定戦2019（中京テレビ）
  - 久保みねヒャダ明けましてこじらせナイト寿SP（フジテレビ）[2]
  - 初笑い!朝まで爆笑寄席2019（テレビ東京）
  - これで見納め!森田さんの平成ニッポンの初日の出（TBS）
  - 新春能狂言 能 観世流「羽衣 彩色之伝」（NHK Eテレ）
  - 第52回爆笑ヒットパレード2019（フジテレビ）[2]
  - 新春眼福!花盛り〜古典男子によるニッポン芸能いまのカタチ〜（NHK Eテレ）
  - 2019年新春 発見!ニッポンにぎわいリレー〜日本のめでたいお正月を生中継!〜（NHK総合）
  - 志村&所の戦うお正月2019（テレビ朝日・朝日放送テレビ）
  - ツイセキ!TOKYO2019（TOKYO MX1）
  - さんタク（フジテレビ）[2]
  - 中村勘九郎 中村七之助 中村鶴松 華の新春・KABUKI2019（BSフジ）
  - ニッポンよ!セカイを倒せ! フジヤマ 日本のNo.1 VS 世界のNo.1（フジテレビ）[2]
  - 第28回埼玉政財界人チャリティ歌謡祭（テレビ埼玉）
  - EARTH WALKER 第9章 ヒマラヤ「氷河の一滴」を追え!（BSフジ・BSフジ 4K）
  - 新春!よしもと大爆笑2019（サンテレビ）[311]
  - なるほど!ザ・ワールド新春ナゾだらけの国SP（フジテレビ）[2]
  - 奇跡のピアニスト 辻井伸行〜最高峰まで響け!盟友と挑んだ全記録〜（BS朝日・BS朝日4K）
  - クローズアップ!サザン新春スペシャル（NHK総合）[注 35]
  - エイキョーさん〜芸能人の影響で人生変わっちゃいました〜（日本テレビ）
- 1日・2日・3日（上・中・下席の順） - 新春落語研究会（2018年12月31日・2019年1月1日・2日深夜、BS-TBS）
- 2日
  - お正月限定!超豪華な吉本新喜劇SP（1日深夜、TBS）[注 36]
  - 新春TV放談2019（NHK総合）
  - こいつぁ春から〜初芝居生中継〜（NHK Eテレ）
  - 志村&鶴瓶のあぶない交遊録2019（テレビ朝日）
  - 第6回全国小・中学校リズムダンスふれあいコンクール（TBS）[312]
  - 健民+県民〜No.1健康県に学べ!〜（CBCテレビ）[313][注 37]
  - 新春!お笑い名人寄席（テレビ東京）
  - 出川哲朗のこれがMAX（フジテレビ）[2]
  - 新春!オールよしもと初笑いスペシャル（朝日放送テレビ）
  - レッツゴー!タイガースゴルフ2019（サンテレビ）[314]
  - 名盤ドキュメント YMO“ソリッド・ステイト・サヴァイヴァー”（NHK BSプレミアム）
  - 細野晴臣イエローマジックショー2（NHK BSプレミアム）
  - BS朝日新春討論4時間スペシャル いま、日本を考える2019（BS朝日・BS朝日4K）
  - 業界用語大辞典 正月大会議（BSフジ・BSフジ 4K）
- 2日・3日（全2回） - 平成ネット史（仮）（NHK Eテレ）[315]
- 3日
  - 新春生放送!東西笑いの殿堂2019（NHK総合）
  - 新春お好み将棋対局（NHK Eテレ）
  - 新春お好み囲碁対局（NHK Eテレ）
  - 第62回NHKニューイヤーオペラコンサート（NHK Eテレ）[316]
  - いただきマスターズ!（読売テレビ）[注 38]
  - ○○に10万円あげたらこんな使い方されちゃいました!（CBCテレビ）[317]
  - 2019注目の激ウマ店を探せ!ラーメン超食べまくりバトル3（テレビ東京）
  - おしゃべりオジサン ヤバイ・オブ・ザ・イヤー2019（テレビ東京）
  - 嵐ツボ（フジテレビ）[2]
  - 爆笑!2019年こうなる宣言（関西テレビ）
  - 豪打満開!新春ゴルフ〜賞金女王&最強アスリート光臨〜（テレビ愛知）[318]
  - 築地市場 魚河岸の誇りと涙〜別れと始まり〜（NHK BSプレミアム）[注 39]
  - 一・二・三!羽生善治の大逆転将棋2019（NHK BSプレミアム）
  - 木梨目線! 憲sunのHAWAII13（BSフジ・BSフジ 4K）
- 4日
  - KAT-TUNの世界一タメになる旅!SP〜24時間サイコロキャンプ旅in冒険島（3日深夜、TBS）[319][注 40]
  - バナナマンの爆笑ドラゴン正月場所（NHK総合）
  - 座・中村座2019（東海テレビ）[320]
- 5日
  - NHK WORLD Presents SONGS OF TOKYO（NHK総合）[321][注 41][注 42]※レギュラー開始前
  - 古舘トーキングヒストリー〜幕末最大の謎 坂本龍馬暗殺、完全実況〜（テレビ朝日）[323][324]
  - まいど!修繕屋です・第2弾（NHK BSプレミアム）※パイロット版
  - 夢の鍵 めざせ2020!世界に誇るニッポンの技術（BS-TBS・BS-TBS 4K）[325]
  - 超難解!?明日話したくなる 神授業 宇宙特別編（BSフジ・BSフジ 4K）
  - ヒトカド。（BSフジ・BSフジ 4K）[326]
- 6日
  - 平成31年消防出初め式（NHK総合）
  - ダイワハウススペシャル プロ野球No.1決定戦!バトルスタジアム（読売テレビ）[327]
  - お宝レコード発掘の旅 あなたの思い出の曲かけさせてください5（BS朝日・BS朝日 4K）[328]
- 7日
  - 日本サッカー新時代〜アジアカップ開幕スペシャル〜（6日深夜、テレビ朝日）
  - 昔ココ住んでました!っと芸能人がいきなり訪ねるTV3（テレビ東京）
- 8日- 芸人報道1時間SP（7日深夜、日本テレビ）
- 9日 - グッときた名場面グランプリ（日本テレビ）
- 11日 - 所でナンじゃこりゃ!?（テレビ東京）
- 12日
  - 秘蔵映像!美空ひばり ハワイ移民と歌声の絆（BS-TBS・BS-TBS 4K）
  - 名曲!旅の詞〜日本全国歌碑めぐり〜2（BSフジ・BSフジ 4K）
- 13日 - 片岡愛之助の生き方II 密着!700日（BSフジ・BSフジ 4K）
- 14日
  - パワフル家族に福きたる〜平野レミの早わざレシピ第7弾〜（NHK総合）
  - 市川海老蔵に、ござりまする2019（日本テレビ）[329]
  - 第46回JALホノルルマラソン（TBS）
  - さんま・玉緒のお年玉あんたの夢をかなえたろかスペシャル（TBS）
- 16日・23日（全2回） - 江戸あばんぎゃるど（NHK BSプレミアム）[330]
- 17日 - つるのたび キャンピングカーで出かけよう!（16日深夜、フジテレビ）
- 19日
  - 肉好き女子 presents 東北肉ざんまい（ミヤギテレビ）
  - 異世界ホテル旅（NHK BSプレミアム）[331]
  - 小林賢太郎テレビ10"X"（NHK BSプレミアム）[332]
  - プロ野球SP 伝説の好珍プレー一挙公開!!2019（BS日テレ）
  - ザ・マジックシアター 平成最後に生まれる奇跡!凄腕マジシャン大集結スペシャル!!（BSフジ・BSフジ 4K）
- 20日 - Mr.マリック&マギー司郎が厳選 次世代マジシャン神業列伝 第7弾（BS日テレ）
- 21日 - 外国人が本当に驚いた!世界映像No.1決定戦（テレビ朝日）
- 26日
  - 濱田岳アマゾン体感 暴れ怪魚と猛牛大移動（CBCテレビ）[333][注 43]
  - 春風亭昇太が行く!オールドカーの旅（テレビ東京）[注 21]
  - 報道スクープSP 激動!世紀の大事件VI〜平成衝撃事件簿の真相〜（フジテレビ）[注 7]
  - 第18回東京国際キルトフェスティバル 〜名画に恋して 布に恋して〜（NHK BSプレミアム）[334]
- 26日〜27日 - マチスコープ（NHK Eテレ）[335]
- 27日
  - ロバート秋山のウソ枠（26日深夜、日本テレビ）[336]
  - サンドのこれが東北魂だ ニッポン全国!アツいぜ!おでん 三陸・石巻より愛をこめて（東北放送）[337]
  - 遥かなる深海大冒険!特別編 南海トラフと巨大地震のナゾ（BS朝日・BS朝日 4K）[338]
- 28日 - 春風亭昇太の少年時代工房2（BS朝日・BS朝日 4K）※パイロット版
- 29日 - 池上彰の関西人が知らないKANSAI（関西テレビ）[339][340][注 44]
- 30日
  - 立入禁止の向こう側!ココから先は人間NG（TBS）[注 16]
  - 新!お茶の間の真実（テレビ東京）[注 45]

### 2月放送
- 2日
  - 平成30年度・第20回全国短歌大会（NHK Eテレ）
  - 欽ちゃん&香取慎吾の第96回全日本仮装大賞（日本テレビ）
  - キキコミ!（毎日放送）[注 46][342]
- 5日・12日 - 先輩に相談だ〜その変わった悩み、同じ悩みを乗り越えた先輩が相談にのります!〜（4・11日深夜、テレビ東京）[注 47]
- 5日 - ちあきなおみ魂の熱唱!伝説の名曲20選（BSテレ東・BSテレ東 4K）[343]
- 6日 - 緊急!公開大捜索'19春〜今夜あなたが解決する!記憶喪失スペシャル〜（TBS）[注 16]
- 9日
  - 平成30年度・第20回全国俳句大会（NHK Eテレ）
  - ヘイヘイホー!有吉は木を切る。〜広島の温泉街に檜の露天風呂を作っちゃったSP〜（中国放送）[344][注 48]
  - 東京一人暮らし2019 〜和牛・滝沢カレンの学校へ行こうSP〜（長野朝日放送・福島放送・新潟テレビ21・北陸朝日放送・静岡朝日テレビ / ANN中部5局共同制作・ネット）[345]
  - 冬の祭典2019（テレビ信州）
- 10日 - ジャパネット杯 日本大相撲トーナメント第四十三回大会（フジテレビ）
- 11日 - 第33回民教協スペシャル 想画と綴り方〜戦争が奪った 子どもたちの"心"〜（山形放送 / 民間放送教育協会加盟33社）[346][注 49]
- 13日 - ターシャ・テューダーの森から〜ひ孫たち 秋そして冬〜（NHK BSプレミアム）[347]
- 15日 - 最強の頭脳 日本一決定戦! 頭脳王（日本テレビ）[注 50]
- 16日
  - リア10〜最新トレンド乱キング〜（TBS）
  - 爆笑「読む」スポーツ!!ヨムスポ（テレビ東京）
- 17日
  - 第52回NHK福祉大相撲（NHK総合）
  - 所有者不明!!解決!空き家バスターズ2（朝日放送テレビ）
  - 潜入!ウワサの大家族SP（関西テレビ）
- 18日（17日深夜、ゴールド）・24日（プラチナ） - 漫才マン（関西テレビ）
- 19日・26日 - 逆襲のビリーちゃん〜最下位に学ぶ人生の歩き方〜（18・25日深夜、テレビ東京）[注 47]
- 23日
  - 街録アンケートショー 今の日本こうなんだ!（TBS）[注 2][注 51][348]
  - 有吉ダマせたら10万円（フジテレビ）[注 7]
  - 石川さゆり 天城越え ふたり旅（BSフジ・BSフジ 4K）
- 24日 - ロンブー淳のお宝温泉じゃーにー（信越放送）[349][注 52]
- 28日 - 世界の年収400マン（中京テレビ）[350]

### 3月放送
- 1日
  - 第42回日本アカデミー賞授賞式（日本テレビ）
  - 第49回NHK上方漫才コンテスト（NHK大阪放送局 / NHK総合（近畿2府4県））[351]
- 1日・15日 - 欽ちゃん劇場（BSフジ・BSフジ 4K）
- 2日
  - 白鵬密着ドキュメント さらば平成のライバルたち（TBS）[352]
  - 電車・バスで行く!春の伊豆半島 よゐこのすごろく旅（テレビ東京）[注 21]
  - ダイワハウススペシャル 料理はじまり帖 第七弾 〜幕末に動いた食の歴史 黒船vs江戸幕府もてなし対決!〜（BS日テレ）[353]
- 3日
  - 東京メトロスポーツスペシャル 東京マラソン2019（日本テレビ）
  - ビートたけしのスポーツ大将特別編 平成最後の王者が大集結!最新対決SP（テレビ朝日）
  - 災害列島2019〜奇跡の救出スペシャル〜（テレビ朝日）
  - 感動地球スペシャル もうひとつのハワイ〜旅人・松下奈緒が行く〜（テレビ静岡）[354]
- 4日
  - STU48×千鳥 瀬戸内少女応援団 season2（3日深夜、関西テレビ）[355]
  - 成功の遺伝史6（日本テレビ）
- 5日・12日 - フリマアプリを大捜査!売る人買う人どんな人?驚きの出品物が続々!（4・11日深夜、テレビ東京）[注 47][356]
- 8日 - 出川哲朗の病院の歩き方2（フジテレビ）[注 6]
- 8日・15日 - 吉田類 フランス大紀行〜美食と芸術を訪ねて〜（BS-TBS・BS-TBS 4K）[357]

- 9日
  - 太川・蛭子ローカル鉄道寄り道旅3&博多華丸・大吉の週末湯治旅コラボSP（テレビ東京）[注 21]
  - さんま・岡村の花の駐在さん（朝日放送テレビ）[363]
  - 風雲!歴史大実験（NHK BSプレミアム）
- 10日
  - メルクリウスの扉（テレビ東京）
  - 第39回篠山ABCマラソン〜新たな道〜（朝日放送テレビ）
  - 武井壮が全力応援!そうだったのか?!名古屋ウィメンズマラソン2019（東海テレビ）
- 10日・17日 - 橋ものがたり（BSフジ・BSフジ 4K）
- 10日（I）・24日（II） - シルクロード・美の回廊（NHK BS4K）
- 13日
  - 中居正広平成最後のガチ対決 超一流選手と4番勝負!（日本テレビ）[364]
  - 犬も食わない（日本テレビ）
  - 宇宙プロジェクト2019（TBS）[注 53]
- 14日 - 太川&蛭子ローカル鉄道寄り道旅（テレビ東京）
- 15日
  - OBvs現役 プロ野球好珍バトル2019春（日本テレビ）[注 50]
  - 訂正させてください（フジテレビ）第4回[注 6]
  - 富士山麓日記スペシャル 〜春・夏編〜（BS11）[365]
  - SKE48のホームパーティー!!第3弾 おかえり珠理奈!みんな×2で復活祝いだぎゃSP（テレ朝チャンネル1）
- 16日
  - 境界調査バラエティー ニッポンのワケメ 4（NHK総合）
  - 行列のできる芸能人通販王決定戦12（日本テレビ）
  - マグロに賭けた男たち2019"絆"（テレビ朝日）
  - 婚活SOS!だからアナタは結婚できない!?駆け込み結婚相談所（テレビ朝日）[366]
  - 麗しのマドンナとほっこりきよし旅（テレビ大阪）[注 54]
  - 住みたい街ランキング2019 関西全198市町村から今夜NO.1が決定（テレビ大阪）
  - 天国からのお客さま 立川談志編（NHK BSプレミアム）
  - 地球最後の秘境 南極大紀行〜ペンギンの楽園へ〜（NHK BSプレミアム）
  - にっぽん演歌の夢祭り2019（BS-TBS・BS-TBS 4K）
- 17日
  - まつりの響き〜第19回地域伝統芸能まつり（NHK Eテレ）
  - 内村&さまぁ〜ずの初出しトークバラエティ 笑いダネ（日本テレビ）[367]
  - ロケ最強芸人決定戦 外王（フジテレビ）[368][注 55]
- 17日〜31日(全3回) - 旅ずきんちゃん 〜全日本のほほ〜ん女子会〜特別編（CBCテレビ）[注 56][369][370]
- 18日・25日 -  東洋医学ホントのチカラ〜最新科学で迫る鍼灸の秘密〜（NHK総合）
- 18日 - 突然サプライズ!2019春（テレビ東京）
- 19日・26日 - 〜元気の出るごはん〜タチ喰い!（18・25日深夜、テレビ東京）[注 47][371]
- 19日 - Mr.ボディーガード（日本テレビ）[372][注 57]
- 20日
  - ザ・発言X〜あの有名人の勝負の1日SP〜（日本テレビ）
  - その他の人に会ってみた（TBS）[注 58]
- 21日
  - 特集 小さな旅 山の歌 総集編（NHK総合）
  - 生死を分けたその瞬間 体感!奇跡のリアルタイム（読売テレビ）
  - おたすけJAPAN（フジテレビ）
- 22日
  - 放送記念日特集 AIとテレビメディア（NHK総合）
  - 仰天パニックシアター まさかの瞬間ビビる77連発!!（テレビ東京）
  - プロ野球開幕直前スペシャル2019（BS日テレ）
- 23日
  - 環境クライシス3（フジテレビ）
  - 夢の休日 ハワイSP 2019（BSフジ・BSフジ 4K）
- 23日・30日 - 天皇 運命の物語 第3・4話（NHK総合）[注 59]
- 24日
  - 爆笑オンエアバトル20年SPECIAL 〜平成最後の年に一夜限りの大復活!〜（23日深夜、NHK総合）[373][374]
  - #渡辺直美のヤバスタグラム（日本テレビ）
  - 世界ウルルン滞在記SP（毎日放送）[375]
  - 矢部&大輔の話ぐらい聞くでぇin博多〜ブラっとお悩み相談旅〜（関西テレビ）[376]
- 25日〜30日 - グレイティストTVショー〜ブラウン管が生んだスターたち〜（フジテレビ）[377][378]
- 25日〜28日 - 4K国際共同制作 完全版 ブルー・プラネット 第3〜6集（NHK総合）[379]
- 25日
  - 奇跡の生命スペシャル〜難病と闘う家族の愛〜（テレビ東京）
  - バカリズムのそこスルーする?3（フジテレビ）[378]
- 26日 - ミリオンヒット音楽祭 演歌の乱（TBS）
- 28日 - 平成ニュース総決算!（TBS）[380]
- 30日
  - たとえBAR（NHK総合）
  - 歌いーな!（テレビ東京）
- 30日・31日 - OHK開局50周年特別番組 ありがとOH!大感謝祭〜平成最後の8.5時間生放送〜（岡山放送）[381]
- 31日
  - テレビ史を揺るがせた100の重大ニュース 新元号発表前夜〜緊急生放送!（TBS）
  - いくぞニッポン!こども経済TV9（テレビ東京）
  - 報道スクープ映像 昭和・平成の衝撃事件!大追跡SP（フジテレビ）[378]
  - 甦れ!東北の鉄路2019 リアス線163キロ全線開通!三陸鉄道の2936日（BSフジ・BSフジ 4K）

### 4月放送
- 1日 - 芸能人雑学王最強No1決定戦2019春!平成最後!今知るべき超良問50連発スペシャル（テレビ朝日）
- 2日 - ラストキス〜最後にキスするデート（TBS）
- 4日 - 世界1000万回再生動画ランキングぜんぶ見た（テレビ東京）[注 60]
- 5日
  - 空から発見!秘境ハウス 夢を叶える0円ヘリコプター（テレビ東京）
  - 至福の京都ふらり散歩（BS-TBS・BS-TBS 4K）※2013年制作分を4回連続放送。
- 6日 - 名曲お宝音楽祭（フジテレビ）[66]
- 8日・15日 - 山里亮太の食わず嫌い（7・14日深夜、テレビ朝日）
- 9日・16日 - 業界調査バラエティー!こんな事でモメてます（8・15日深夜、テレビ東京）[注 47]
- 12日 - 昭和平成ヒット商品 全部見せます!（テレビ東京）
- 13日
  - AIに聞いてみた どうすんのよ!?ニッポン（NHK総合）[注 13]
  - 第54回上方漫才大賞（関西テレビ）
  - ハテな7デイズ〜なぜここに住むのか?〜（NHK BSプレミアム）
  - 皇室のこころ〜平成から令和へ〜（BSフジ・BSフジ 4K）
- 14日・21日・27日・28日・29日・30日 - もう一度見たい!平成のスポーツ中継（NHK BS1）[382]
- 16日 - コウケンテツ&栗原心平 食べて作って2度美味しい!旅するゴハン（BSテレ東・BSテレ東 4K）[383]
- 20日 - 有吉と5人の島人たち（テレビ東京）[注 21]
- 20日(東京工業大学編)・27日(日本体育大学編) - 告白応援番組 そうだ!恋をしよう（NHK BSプレミアム）[384]
- 21日
  - ＃声優ぷらす（20日深夜、NHK総合）
  - 島ぜんぶでおーきな祭 第11回沖縄国際映画祭 千鳥に教えてあげたい本当のNo.1（日本テレビ）
  - THE怪物アスリート（テレビ東京）
- 22日・29日 - 〜ダメ男から学ぶ恋愛学〜ナゼモテ?（21・28日深夜、テレビ朝日）
- 22日〜25日 - 骨の髄まで歌います（NHK BSプレミアム）
- 23日 - テレビ東京開局55周年特別企画 世界卓球2019開幕直前 新時代到来SP（テレビ東京）[注 47]
- 27日
  - ウタズキ（フジテレビ）
  - 千原ジュニアのKANSAI紅白美味いもん合戦2019（朝日放送テレビ）
- 28日
  - 明石家さんまの転職DE天職（日本テレビ）
  - 大改造!!劇的ビフォーアフター ほぼ外で寝る家をリフォーム2時間SP（朝日放送テレビ）
- 29日 - 総決算!平成紅白歌合戦（NHK総合）※2部構成[93]

### 5月放送
- 1日 - 大食い女王決定戦2019 平成から令和へ…新旧女王頂上決戦（テレビ東京）
- 2日 - 植物に学ぶ生存戦略2 話す人・山田孝之（NHK Eテレ）[385]
- 3日 - 憲法記念日特集（NHK総合）
- 4日
  - 豊さんと憲武ちゃん!旅する相棒 思い出の神戸編（テレビ朝日）[386]
  - 万年浪人生応援バラエティ 崖っぷちドリーマー（テレビ東京）
  - 第48回広告大賞（フジテレビ）
- 5日・12日・19日 - 乃木坂46のガクたび!（NHK BSプレミアム）
- 6日・13日 - その通い道ご一緒します（5・12日深夜、テレビ朝日）
- 6日
  - 真夜中の保健室（日本テレビ）
  - ダイエットJAPAN（テレビ東京）
- 10日
  - 全国好きな嫌いなアナウンサー大賞（日本テレビ）[注 50]
  - 諸説あり! 邪馬台国スペシャル（BS-TBS・BS-TBS 4K）
- 11日
  - ニッポンのココからココ!移住した女たち（テレビ朝日）[387][注 61]
  - ＃そのつぶやき、くわしく教えてくれませんか?（テレビ東京）
  - 秩父山中 花のあとさき 最終章〜ムツばあさんの歳月〜（NHK BSプレミアム）
- 11日・18日 - レアめし（NHK BSプレミアム）[388]
- 14日・21日 - 噂のヤバイ道!その先には何が!?（13・20日深夜、テレビ東京）[注 47]
- 16日 - 結婚40年!大家族石田さんチ 子ども達からの感謝状（日本テレビ）
- 18日
  - 国際中継クイズバトル!世界のおうちヒックリカエシマSHOW（中京テレビ）[注 62]
  - 国宝にんげん（フジテレビ）[389][注 63]
  - 千鳥の話の引き出し（関西テレビ）[注 64]
  - 世界怪魚列伝3〜南半球のモンスターに挑む〜（BS日テレ）[390]
  - 次課・長州の力旅SP（BSフジ・BSフジ 4K）
- 19日
  - 日本ダービー夢舞台へ（テレビ東京）
  - 爆笑問題の深海WANTED〜光るサメ!巨大怪魚!!激レア生物・全国大捕獲スペシャル〜（テレビ静岡）
  - 千原せいじ漫遊記17 世界ふれあい旅スペシャルinセブ島（読売テレビ）
  - プリンスアイスワールド2019 横浜公演（BSテレ東・BSテレ東 4K）
  - 超難解!?明日話したくなる神授業（BSフジ・BSフジ 4K）[391]
- 19日・30日（全2回） - シリーズ 教室の"声なき声"（NHK総合）[注 13][392]
- 21日 - 極限合宿を監視中!!Sexy Zoneの3日間で人生は変わるのか!?（日本テレビ）[393]
- 24日 - 妻は怒ってます!（フジテレビ）[注 6]
- 25日 - ニッポンこだわりグルメ紀行!（TVQ九州放送）
- 26日 - ○○発東京行き2019春（関西テレビ）[394]
- 30日 - ドッキリ映像SP 芸能人史上最悪の1日（TBS）
- 31日 - グレートコネクション（日本テレビ）[注 50]

### 6月放送
- 2日
  - 終着駅からはじめちゃう?!〜満腹&ハプニング!サンドが行くローカル線〜（仙台放送）[395]
  - 藤井フミヤスペシャル2 本当の浦島太郎伝説（BSフジ・BSフジ 4K）
- 8日
  - 中川家&友近のおっちゃんウォッチャー3（読売テレビ）
  - ウルトラ重機5（NHK BSプレミアム）
  - 同郷どらいぶSP 三重編・群馬編（BSフジ・BSフジ 4K）
- 10日 - 生中継!第73回トニー賞授賞式（WOWOWプライム）[396]
- 11日・18日 - 親愛なる、あだな様（10・17日深夜、テレビ東京）[注 47]
- 13日 - 最高の最下位!（読売テレビ）[397][注 65]
- 14日 - IQサプリ2019 令和も超スッキリスペシャル!（フジテレビ）[注 6][398]
- 16日 - 第47回ローザンヌ国際バレエコンクール（NHK Eテレ）
- 17日 - ナイナイのお見合い大作戦! 自衛隊の花嫁3時間SP（TBS）
- 18日 - RAKUEN 三好和義と巡る楽園の旅（BS-TBS 4K）※2回連続編成[注 66]
- 22日
  - 移住50年目の乗船名簿 特別版（NHK総合）[注 67]
  - 関ジャニQ展開（TBS）[注 2]
  - 絶対に食べたくなる!北海道グルメ2019（テレビ北海道）[399]
  - 地球環境大賞2019（フジテレビ）
  - こんな休日どうですか 内村バカリ南原出川が本気で考えた最高の旅（フジテレビ）[注 7][400]
- 23日
  - 第31回テレビ囲碁アジア選手権日本大会（NHK Eテレ）
  - 日本全国!こんな所にスゴイ人 銅像スター調査隊!（東海テレビ）
  - 福岡音楽祭 音恵2019（RKB毎日放送）[401]
- 26日
  - 壮絶人生ドキュメント プロ野球選手の妻たち（TBS）[注 16]
  - テレ東音楽祭 2019[402]
- 27日
  - コサキン・天海の超発掘!ものまねバラエティー マネもの（フジテレビ）[403]
  - 第2回コンバインド・ジャパンカップ（BS朝日・BS朝日 4K）[404]
- 28日 - アカペラ日本一決定戦 全国ハモネプリーグ2019（フジテレビ）[注 6][405]
- 29日
  - 本気でイグ・ノーベル賞狙います!（NHK BSプレミアム）
  - 福岡人志、松本×黒瀬アドリブドライブ第9弾（福岡放送）[406]
- 30日 - ニッポンを釣りたい! オオウナギVS巨大マグロ 芸能人全力対決（テレビ新広島）

### 7月放送
- 3日 - 悪者は絶対に許さない!!実録!犯罪列島2019夏（TBS）[注 16]
- 5日 - 親子の絆のぞき見バラエティ!イマドキ家族（テレビ東京）
- 6日
  - THE MUSIC DAY 2019 時代（日本テレビ）[407]
  - ドリームオンアイス2019（TBS）
- 7日
  - ユニセフ親善大使35周年記念 黒柳徹子が混乱のレバノンへ（テレビ朝日）[注 68]
  - よみがえれ!!あなたの青春フォーク&ポップス!（BSテレ東・BSテレ東 4K）
- 7日(第1集)・14日(第2集) - 恐竜超世界（NHK総合）[注 13][408]
- 13日 - 14日未明 -  音楽の日2019（TBS）[409][410]
- 13日 - 驚き!ニッポンの底力（NHK BSプレミアム）
- 14日 - タカアンドトシの"北海道奥尻島上陸" 今夜、宿ナシ二人旅（北海道文化放送）[411][412]
- 15日
  - よみがえるニッポンの海（中京テレビ）[413]
  - 世界!旅々さまぁ〜ずinニュージーランド（テレビ愛知）[414]
- 16日・23日 - 本当にあった!スルーできない既読バナシ（15・22日深夜、テレビ東京）[注 47]
- 18日 - グサッとアカデミア（日本テレビ）
- 21日
  - ウィンブルドン2019総集編（NHK総合）
  - 第40回ABCお笑いグランプリ（朝日放送テレビ）
  - 越後三大花火!柏崎&片貝まつり2018名場面（BSフジ・BSフジ 4K）
- 24日
  - 最恐映像ノンストップ7（テレビ東京）
  - 2019 FNSうたの夏まつり（フジテレビ）[415]
  - 吉本陸上競技会 THE GOLDEN 2019（毎日放送）
- 25日 - 天神祭生中継2019〜令和元年 なにわの夜の音絵巻〜（テレビ大阪）[416]
- 26日
  - ダイエット・ヴィレッジ（日本テレビ）
  - 日本一の海中空大花火大会!柏崎まつり生中継（BSフジ・BSフジ 4K）
- 27日
  - アサヒビールスペシャル 独占生中継!第42回隅田川花火大会（テレビ東京）
  - 浴衣de漫才〜令和元年〜（関西テレビ）[417]

### 8月放送
- 2日
  - 生中継!青森ねぶた祭 ほとばしれ!北国の魂（青森放送・BS日テレ）
  - 大迫力!長岡の大花火2019（NHK BSプレミアム）
- 3日・17日 - モンスターサミット（日本テレビ）[注 14]
- 3日・4日・11日・18日 - 欽ちゃんのアドリブで笑（ショー）（NHK BSプレミアム）
- 3日
  - 10人旅（フジテレビ）[注 7]
  - THE ICE☆フィギュア夏祭り〜ザギトワ大興奮の大阪おもてなし&日本人スケーターぶっちゃけトークSP（関西テレビ）
  - 感動生中継!長岡大花火2019〜鎮魂と平和への祈り〜（BS日テレ）[418]
- 4日 - 熱闘甲子園直前SP 号泣甲子園（朝日放送テレビ）[419]
- 5日〜9日（全5回） - ひふみんのニャンぶらり（NHK BSプレミアム）[420]

- 6日 - 第101回全国高等学校野球選手権大会・開会式（朝日放送テレビ / テレビ朝日・ANN系列）
- 6日（中国地区）・9日（全国） - いのちのうたフェス（NHK広島放送局 / NHK総合）[421]
- 7日・14日 - 2人の#（NHK Eテレ）[422]
- 7日 - こわでん（NHK BSプレミアム）[423]

- 10日 - 真夜中の事件簿〜ディープな現場を直撃スクープ〜（9日深夜、フジテレビ）[注 69]
- 12日 - 教師役の陣内孝則が推定家賃70万の一軒家でひとり暮らしをしていた時代…とマツコ（日本テレビ）
- 13日・14日 - 酒メンタリー 生き恥上々 第11弾（12・13日深夜、北海道放送）[注 70][424]
- 13日 - はじめまして!一番遠い親戚さん（日本テレビ）[注 71][425]
- 14日・15日・16日 - 声優×怪談（NHK総合）
- 14日 - 潜入有吉（テレビ朝日）[426][注 72]
- 15日
  - 令和元年全国戦没者追悼式（NHK総合）
  - 生中継!4万発の競演!第71回諏訪湖祭湖上花火大会（BS-TBS・BS-TBS 4K）[427]
- 16日
  - 稲川淳二の怪談グランプリ2019〜下剋上バトル!歴代チャンピオンVS令和怪談師〜（15日深夜、関西テレビ）
  - 生中継!京都五山送り火（NHK BSプレミアム）
- 17日
  - 第51回思い出のメロディー（NHK総合）[428]
  - 京都人の密かな愉しみ Blue 修業中 祇園さんの来はる夏（NHK BSプレミアム）
  - 東北の夜空に咲き誇る!4K生中継!山形・赤川花火大会2019（BS朝日・BS朝日 4K）
- 18日 - 志村けん聞録〜東京・昭和遺産と江戸職人をめぐる旅〜（テレビ朝日）[429]
- 19日 - GO!GO!WEST!!冒険したってええじゃないか〜ご当地ビックリ対決 in 九州〜（18日深夜、関西テレビ）[430]
- 21日 - のぞき見ドキュメント 100カメ（NHK総合）
- 24日
  - TOKYO STARTUP DEGAWA 2019 ヤバいよ、ヤバいよ、べんちゃ〜、ヤバいよ〜（テレビ東京）
  - さだまさしコンサート がんばれライオン2019（NHK BSプレミアム）
- 24〜25日 - 24時間テレビ 「愛は地球を救う」42（日本テレビ・NNN/NNS全国31局[注 73]）[431][432]
- 25日
  - 密着!ガサ入れ（テレビ東京）
  - 台湾フォルモサ紀行2019（チバテレ）
- 26日
  - カンテレアナウンサー真夏の挑戦SP〜カンニング竹山局長からの怒りの指令を突破せよ〜（25日深夜、関西テレビ）[433]
  - 密着!24時間駅伝舞台ウラ〜4人でつないだ148km（日本テレビ）
- 28日 - Iwataniスペシャル 鳥人間コンテスト2019（読売テレビ）[434][435]
- 30日 - 各局お天気キャスター大集合!異常気象の真実（フジテレビ）
- 31日 
  - ♯8月31日の夜に。（NHK Eテレ）[436]
  - やすしきよしの夏休み2019（関西テレビ）
  - 秋田大曲全国花火競技大会2019（NHK BSプレミアム）

### 9月放送
- 2日 - 青春!ダンススタジアム 高校ダンス部日本一決定戦2019（1日深夜、関西テレビ）[437]
- 2日 - 30日（全5回）-  落語ディーパー! 〜東出・一之輔の噺のはなし〜（NHK Eテレ）
- 3日・10日 - 前山田×体育のワンルーム☆ミュージック（NHK Eテレ）[438]
- 7日
  - 自分が自分であるために詠む〜俳句甲子園2019〜（NHK松山放送局 / NHK Eテレ）[439]
  - 野球 家族物語〜日本一の夏〜ジャイアンツカップ2019（日本テレビ）
  - ひたすら上る川沿い旅 めざせ多摩川の源流点（テレビ東京）[注 21]
  - 有吉の夏休み2019 密着77時間 in ハワイ（フジテレビ）[注 7][440]
- 7日・8日 - 青春舞台2019（NHK Eテレ）[441]
- 8日 - 天皇陛下御即位記念 第39回全国豊かな海づくり大会あきた大会（NHK総合）
- 10日 - 感動生中継!世界最大級の四尺玉花火が舞う 片貝まつり奉納花火〜あなたのメッセージが夜空で咲く〜（BSフジ・BSフジ 4K）[442]
- 11日・18日 - #きわめたいッ（10・17日深夜、フジテレビ）[443]
- 11日 - のどじまんTHEワールド!令和元年（日本テレビ）
- 13日 - ライオンスペシャル 第39回全国高等学校クイズ選手権（高校生クイズ2019）（日本テレビ）
- 14日・15日 - 心の絆!三世代家族スペシャル2019（BS日テレ・BS日テレ 4K）[444]
- 14日
  - 空とギターとぐっさんと2019特別編（関西テレビ）[445]
  - 池内博之の漂流アドベンチャー4 漂流484日 船頭重吉の究極サバイバル（NHK BSプレミアム）[446]
- 15日
  - 超スゴ!自衛隊の裏側ぜ〜んぶ見せちゃいます!（テレビ東京）[注 4][注 74]
  - 誰も調べた事がない日本語ランキング ニッポンねほりはほり（テレビ西日本）[447]
  - 岡村・原西・津田の日本爆釣り!!原西フィッシング倶楽部（BSフジ・BSフジ 4K）[448][注 75]
- 16日
  - くりぃむしちゅーの掘れば掘るほどスゴイ人 ラグビーW杯開幕直前SP（日本テレビ）
  - 音楽人 玉置浩二〜シンフォニックコンサート2019〜（テレビ大阪）[449]
- 18日 - 歌ネタ王決定戦2019（毎日放送）[450]
- 18日・25日（全2回） - シュガー&シュガー〜サカナクションの音楽実験番組〜 （NHK Eテレ）[451]
- 21日 - キングオブコント2019（TBS）
- 22日
  - コウケンテツの日本100年ゴハン紀行（NHK BS1）[452]
  - オリンピックコンサート2019（NHK BSプレミアム）
- 23日・30日 - 笑う洋楽展 じゅんかいはじめました（NHK BSプレミアム）
- 23日 - V6の愛なんだ2019（TBS）[453][454]
- 26日 - 天童よしみの夢一番星～第2312回西日本宝くじ お月見くじ抽せん会&天童よしみスペシャルライブin鳥取（BS-TBS・BS-TBS 4K）[455]
- 27日
  - 所さんの世界のビックリ村!（テレビ東京）
  - ニッポンの超絶技巧!直美と千鳥のこまったときのお直しさん（フジテレビ）[注 76]
- 29日 
  - 第34回国民文化祭・にいがた2019（NHK総合）
  - “復興のペダル"を踏んで〜ツール・ド・東北2019〜（TBS）
  - メイドインホッカイドウ〜どさんこが日本を支えてる?リターンズ〜（北海道放送）[456]
  - 田舎で遊ぼう!!きよしのとびだせ!目玉ツアー（朝日放送テレビ）
  - 高田純次のぶらり!夜の盛り場はしご酒3（BS朝日・BS朝日 4K）[457]

### 10月放送
- 1日- 福バカドラマPJ ご参考までに。5（9月30日深夜、日本テレビ）
- 5日・6日 - ももクロポシュレの玉手箱だZ（4日・5日深夜、日本テレビ）[458]
- 5日 
  - ドラマツアーズ2019秋〜秋の新ドラマ豪華俳優陣が差し入れグルメ探し〜（フジテレビ）
  - 故郷ざわつきリサーチ「埼玉・熊谷」（NHK BSプレミアム）
- 5日（4K）・12日（8K）・14日（G） - 見れば見るほど面白い!8K国宝スペシャル（NHK総合・BS4K・BS8K）
- 6日 - 木下グループ カーニバルオンアイス2019（テレビ東京）
- 7日（E）・18日（G）・31日（BS） - 長崎くんち2019（NHK長崎放送局 / NHK総合・Eテレ〈長崎県域〉、NHK BSプレミアム）[[459]
- 10日 - X-MEN ジャパン（9日深夜、TBS）[注 77]
- 11日 - 天才○○○さんまときどき岡村（日本テレビ）[注 50]
- 12日（AKT）・20日（BS） - 秋田テレビ開局50周年記念番組 天女舞う敦煌 生駒里奈シルクロード見聞録（秋田テレビ・BSフジ・BSフジ 4K）[460]
- 13日
  - 寺島しのぶと眞秀君奮闘記・2019〜舞台に稽古に大忙し〜（BS日テレ・BS日テレ 4K）[461]
  - 響け!吹奏楽の甲子園〜第67回全日本吹奏楽コンクール〜（BS朝日・BS朝日 4K）
- 14日
  - お取り寄せ不可!? 列島縦断 宝メシグランプリ（NHK総合）※2部構成（19:40 - 21:00・21:40 - 22:30）[462][注 78]
  - おげんさんといっしょ（NHK総合）[463][464]
  - 生放送 全部歌える!懐かしの名曲ヒット歌謡祭（BSテレ東・BSテレ東 4K）[465]
- 14日（G）・15日（BS） - ファイト!糸くずのような命の唄（NHK札幌放送局 / 総合〈北海道〉・NHK BS1）[466]
- 16日
  - 天海祐希・石田ゆり子のスナックあけぼの橋（フジテレビ）
  - 100年インタビュー 山中伸弥が語るiPS細胞の未来（NHK BSプレミアム）
- 17日 - ドラフト緊急生特番!お母さんありがとう（TBS）[467]
- 20日 - 激走!福岡→北海道2900km列島縦断!高速バス限定の旅〜2019秋〜（テレビ東京）[注 4]
- 20日・21日 - ザ・ベストテレビ2019（NHK BSプレミアム）[468]
- 21日 - 東野・加藤のこの歌が聴きたいベストテン（日本テレビ）[注 79]
- 24日・31日(23・30日深夜、全2回) - わや接待（北海道テレビ）[469]

- 26日
  - 第49回NHK講談大会（NHK Eテレ）
  - 笑顔と涙の駅伝日本一物語 密着!全日本大学女子駅伝の舞台裏（日本テレビ）
  - 生中継!土浦全国花火競技大会2019〜天空を彩る花火師たち〜（NHK BSプレミアム）
- 27日
  - 令和元年度NHK新人お笑い大賞（NHK大阪放送局 / NHK総合）
  - 2019ツール・ド・フランスさいたまクリテリウム（テレビ東京）
- 29日 - 第19回わが心の大阪メロディー（NHK大阪放送局 / NHK総合）[471]

### 11月放送
- 2日〜3日 - FNS27時間テレビ2019〜にほんのスポーツは強いっ!〜（フジテレビ / FNS27局[注 80]）[472]
- 2日 - しあわせ通販計画〜値段の限界に挑戦!いいモノ大放出SP（TBS）
- 3日・10日 - 全員そろうかな?（2・9日深夜、テレビ朝日）[473]
- 3日
  - 虹の架け橋まごころ募金コンサート（NHK BSプレミアム）
  - 日本作曲家協会音楽祭2019（BSテレ東・BSテレ東 4K）
- 4日
  - 仁和寺音舞台（3日深夜、毎日放送）
  - 令和元年度NHK新人落語大賞（NHK大阪放送局 / NHK総合）[注 81]
  - コントの日（NHK総合）[注 82][475]
  - くりぃむしちゅーの!THEレジェンド2019 第10弾（日本テレビ）
- 6日 - 2度目の旅 ハワイスペシャル（NHK BSプレミアム）
- 13日 - ベストヒット歌謡祭2019（読売テレビ）[476]
- 16日
  - 月刊!さまぁ〜ずスタジアム 巨人の選手が大集合!年間MSP大発表SP（BS日テレ・BS日テレ 4K）
  - 日中友好の翼 朱鷺よ再び（BSテレ東・BSテレ東 4K）
- 17日 - 絶景百名山秋山スペシャル（BSフジ・BSフジ 4K）
- 19日 - いた!ヤバイ生き物 キケン生物と大バトル（日本テレビ）[477]
- 21・28日（20・27日深夜） - オギャブラリー（テレビ朝日）

- 23日
  - 横浜マラソン2019（TBS）
  - ジャイアンツ ファンフェスタ2019（日テレジータス）
- 24日 - この家住めば都ですか?（フジテレビ）[478]
- 26日 - NPB AWARDS 2019 supported by リポビタンD（J SPORTS 1、BS-TBS・BS-TBS 4K）
- 27日
  - 日テレ系音楽の祭典 ベストアーティスト2019（日本テレビ）[479]
  - 世界まさかのお買い物（毎日放送）[注 83]

### 12月放送
- 1日
  - 誰も知らない明石家さんま5（日本テレビ）[480]
  - 正しくお参り!バッチリ開運!やしろツアーズ6（東海テレビ）[481]
  - 中居正広のプロ野球珍プレー好プレー大賞2019（フジテレビ）[注 26][482]
  - オプテージスポーツスペシャル 大阪マラソン2019（毎日放送・読売テレビ）
  - のとく番〜アイは世界を繋ぐ〜2019（BS日テレ・BS日テレ 4K）[注 84]

- 4日・11日 - 2019 FNS歌謡祭（フジテレビ）[484]
- 6日 - 警察特捜2019 緊急出動!凶悪逃走犯を追え（日本テレビ）
- 7日
  - 第46回NHK古典芸能鑑賞会（NHK Eテレ）
  - 実録 ドクターヘリ緊急救命2 〜命の現場最前線〜（フジテレビ）[485]
- 8日
  - 真相究明!ピラミッドの正体〜実はツタンカーメンと太陽の船〜（RKB毎日放送）[486]
  - 空腹刺激バラエティー イマスグ食べた〜い!（テレビ東京）
  - THE MANZAI 2019 マスターズ（フジテレビ）[487]
- 9日
  - 第3回女芸人No.1決定戦 THE W（日本テレビ）[488][489]
  - 日本を変えた!あの重大事件の新事実〜衝撃事件の現場に知られざるヒーローがいた〜（TBS）[注 85]

- 14日
  - 必見!ヒット商品研究所〜2019令和元年のヒット商品&ロングセラーのヒミツ〜（テレビ東京）
  - ザ・細かすぎて伝わらないモノマネ（フジテレビ）[注 7][490]
  - 第52回日本作詩大賞（BSテレ東・BSテレ東 4K）[491]
- 15日
  - 民謡日本一決定戦2019（NHK総合）
  - 2019ニュースな場所!M-1王者の突撃漫才（朝日放送テレビ）[492]
  - その日、人生が変わった。2（テレビ東京）[注 86]
  - 特捜!最強FBI緊急捜査（フジテレビ）[注 26][注 87]
- 18日 - 全日本なわとびかっとび王選手権2019（NHK総合）
- 19日 - 2019有馬記念フェスティバル～公開枠順抽選会～（BSフジ・BSフジ 4K・フジテレビONE）
- 20日
  - 爆笑問題の検索ちゃん 芸人ちゃんネタ祭り 第7世代をぶっ潰せ!SP（テレビ朝日）[493]
  - 密着!中村屋ファミリー2019 涙と笑いの猛稽古SP 勘九郎・七之助 大いなる挑戦 勘太郎8歳 覚悟のひとり立ち&長三郎6歳 初の女形（フジテレビ）[494]
- 21日
  - ［ALEXANDROS］18祭（NHK総合）[495]
  - 1万人の第九2019〜霜降り明星・朝日奈央も感動!令和の大合唱〜（毎日放送）
- 22日
  - テレビ朝日開局60周年記念 テレビ朝日ドリームフェスティバル2019（21日深夜、テレビ朝日）[496]
  - 千鳥の日本で一番しあわせ家族（NHK総合）[注 88][497]
  - 京セラ フェニックスチャレンジ（毎日放送）[498]
  - 正月映画大百科2020（サンテレビ）[499]
  - 荷台には!軽トラ市（BSテレ東・BSテレ東 4K）[500][注 89]
  - 理美容甲子園2019〜挑戦、栄光、そして未来へ〜（BSテレ東・BSテレ東 4K）

- 23日 - 26日（全4回、10分） - Eうた♪ドラマ 歌のおじさん Eたん（NHK Eテレ）[503]
- 25日
  - 明石家サンタの史上最大のクリスマスプレゼントショー2019（24日深夜、フジテレビ）[275]
  - 堂本兄弟2019 ハッピークリスマスSP（フジテレビ）[504][505]
- 26日
  - クリスマスの約束（25日深夜、TBS）[506][507]
  - 全日本歌唱力選手権 歌唱王（日本テレビ）
  - 人気芸能人にイタズラ! 仰天ハプニング130連発（フジテレビ）[275]
- 27日
  - ゲームズ・ボンド（26日深夜、テレビ朝日）
  - 八方・今田のよしもと楽屋ニュース2019（朝日放送テレビ）
  - 坂上・橋下のニッポンの酒（福島放送・新潟テレビ21・長野朝日放送・北陸朝日放送・熊本朝日放送・大分朝日放送・琉球朝日放送）※第2弾[508]
- 28日
  - 中央競馬2019〜平成から令和へ〜（27日深夜、フジテレビ）[309]
  - ボクシング総集編2019（27日深夜、フジテレビ）
  - ABUソングフェスティバルin東京〜アジア太平洋のスター競演〜（NHK総合）
  - 今年一番ウケたネタ大賞2019（関西テレビ）
  - 池上彰の九州2019総決算（福岡放送 / NNN・NNS九州6局ネット）[509]
  - HEROs AWARD2019（BS-TBS・BS-TBS 4K）
- 29日
  - ビートたけしの公開!お笑いオーディション（28日深夜、TBS）
  - 第45回将棋の日（NHK Eテレ）
  - 大相撲2019 新時代の息吹（NHK総合）
  - キャスター&記者1000人が選んだ!令和ニッポンの瞬間映像20（日本テレビ）
  - ボクらの襷の時代3（フジテレビ）
  - 命の現場最前線!救命救急24時〜密着!巨大病院“生命"への新たな挑戦〜（フジテレビ）[注 26][275]
  - よしもと100人!データバンク2019〜令和も生でONE TEAM!お笑いスクラムSP〜（関西テレビ）[510]
  - ミヤネのナンバーワン2019（関西テレビ）
  - 虹の架け橋まごころ募金コンサート（NHK BSプレミアム）
  - 2019F1グランプリ総集編（フジテレビNEXT）[511]
- 29日〜31日 - 耳をすませば（NHK総合）
- 30日
  - オールザッツ漫才2019（29日深夜、毎日放送）[512]
  - 有田教授と令和時代の憂鬱な民（日本テレビ）
  - 報道の日2019（TBS）
  - 第61回輝く!日本レコード大賞（TBS）[513]
  - プロ野球戦力外通告・クビを宣告された男達（TBS）
  - クイズ☆正解は一年後（TBS）
  - たけしの新・世界七不思議大百科第7巻 史上初!古代エジプト新発見の「棺」開けますSP（テレビ東京）
  - 宮根誠司の日本もうけ話（フジテレビ）[275][注 91]
  - 最強スポーツ統一戦2019（フジテレビ）[275]
  - ビートたけしのオワラボ（フジテレビ）[275]
- 31日
  - テレビ特区（30日深夜、フジテレビ）[275]
  - 皇室この一年（NHK総合）
  - スタジオパーク大みそかSP2019（NHK総合）
  - 全国自治宝くじ 年末ジャンボ抽せん会（NHK総合）
  - 第70回NHK紅白歌合戦（NHK総合・BS4K・8K）[514]
  - N響“第9”演奏会（NHK Eテレ）
  - クラシック名演・名舞台2019（NHK Eテレ）
  - SASUKE2019大晦日（TBS）[515]
  - アースウォーカー10（フジテレビ）[275]
  - 大みそか列島縦断LIVE 景気満開テレビ（フジテレビ）[275]
  - 上方漫才トラディショナル2019（毎日放送）
  - とらぶる?トラベル!2019（関西テレビ）[516]
  - Fate Project大晦日TVスペシャル2019（TOKYO MX1）
  - 第6回スピードゴルフオープン（BSフジ・BSフジ 4K）[517]
- 31日 - 2020年1月1日未明
  - ゆく年くる年（NHK総合）
  - 東急ジルベスターコンサート2019-2020（テレビ東京・BSテレ東・BSテレ東 4K）
  - ジャニーズカウントダウン2019-2020（フジテレビ）[518]
  - あけおめ!声優大集合2020（NHK BSプレミアム）
  - 第3回ももいろ歌合戦（BS日テレ・BS日テレ 4K）
  - 生中継!福山☆冬の大感謝祭 其の十九（WOWOWプライム）[519]

### 1年間で複数回放送された特番
- 1月1日、5月1日 - 笑いの王者が大集結!ドリーム東西ネタ合戦（TBS）[547]
- 1月1日、12月7日 - 探検!世界の動物園の舞台裏（NHK BSプレミアム）
- 1月1日、ほか - 中国国際航空PRESENTS 宮本亜門の中国新発見〜知られざる成都の魅力〜（BS日テレ・BS日テレ 4K（第3回以降））[585]
- 1月1日（冬）、3月27日（春） - てくてく俳句百景（BS朝日・BS朝日 4K）
- 1月1日・2日、3月2日 - ふれあい!乾杯!日本ご当地はたらき旅（BS-TBS・BS-TBS 4K）
- 1月3日、2月11日、8月6日 - 北アルプスドローン大縦走（NHK総合）
- 1月4日（冬）、3月22日（春）、6月20日（夏）、8月24日（真夏の事件簿）、10月5日（秋） - 列島警察捜査網 THE追跡2019（テレビ朝日）
- 1月4日、3月22日、10月5日 - どん底どっこいしょ（テレビ朝日）
- 1月4日（4）、4月5日（5） - 超ド級!世界のありえない映像大賞（フジテレビ）
- 1月4日（2）、6月16日（3） - 至極の楽園〜世界の海をのぞいて見よう!（BS日テレ）
- 1月5日、5月6日、8月3日 - 潜れ!さかなクン（NHK総合）[586]
- 1月5日、3月10日、5月25日、7月21日、8月25日、9月15日、10月27日 - 吉田類北海道ぶらり街めぐり（北海道放送）[587]
- 1月5日（9）、他（月1回） - グレートトラバース3 日本三百名山全山人力踏破（NHK BSプレミアム）
- 1月8日、7月2日、12月17日 - 訳あり人の駆け込み寺〜明日は我が身〜（関西テレビ）[注 104][588]
- 1月11日、9月26日 - 音楽チャンプ（テレビ朝日）
- 1月11日、8月9日 - 芸能界特技王決定戦 TEPPEN（フジテレビ）[注 6]
- 1月12日（4）、5月25日（5）、12月7日（6） - 鉄道沿線ひたすら歩き旅（テレビ東京）[注 21]
- 1月13日（第1集）、6月29日（第2集）[注 13] /、12月17日（第3集） - 東京ミラクル（NHK総合）
- 1月13日(2019初春)、6月16日、11月17日[注 26][注 102] - 逮捕の瞬間!警察24時（フジテレビ）
- 1月14日、2月11日、3月21日、5月2日、7月15日、8月12日、9月16日、他 - ひとモノガタリ（NHK総合）[589]
- 1月14日 / 4月10日、5月29日[注 16]、9月4日[注 105] - 世界衝撃映像100連発（TBS）
- 1月14日、4月6日（特別編） - 「蜜蜂と遠雷」若きピアニストたちの18日（NHK BSプレミアム）[590]
- 1月16日、7月17日、8月7日[注 16] / 9月22日、11月19日、12月22日 - 世界のド肝を抜いた!衝撃"神"映像2019（TBS）
- 1月17日(16日深夜)、12月29日(28日深夜) - プロVS素人 超ハンデ対決!勝つのはどっち?（フジテレビ）
- 1月19日、他 - 体感!グレートネイチャー（NHK BSプレミアム）
- 1月20日（14）、他（月1回） - 命を救う!スゴ腕ドクター（BS朝日・BS朝日 4K）[591]
- 1月23日（6）、6月5日（7）、10月16日（8） - 犯人に告ぐ!盗聴盗撮 怒りの追跡バスターズ（TBS）[注 16]
- 1月26日（冬）、9月29日（夏） - NHK浪曲特選（NHK Eテレ）
- 1月26日・27日、7月20日 - ニッポン知らなかった選手権 実況中!（NHK BSプレミアム）（NHK BSプレミアム）[592]
- 2月1日（6）[注 6] / 8月25日（7）、12月27日（8） -  実録!金の事件簿（フジテレビ）
- 2月1日、4月17日、7月17日、10月4日、11月29日 - 日本列島!ハテナの旅（BS-TBS・BS-TBS 4K）[593]
- 2月2日、3月27日 - 解体キングダム（NHK総合）
- 2月2日、8月10日 - 長野クンとさかなクン港はしご旅 房総の海は広いな美味しいなSP（テレビ東京）[注 21]
- 2月2日、他 - 昭和歌謡パレード（BSフジ・BSフジ 4K）
- 2月6日（2）、4月27日（3）、5月25日（4）、6月29日（5）、7月27日（5）、8月14日（6・夏SP）、9月28日（7）、10月19日（8）、11月30日（9）- NHK杯 輝け!!全日本大失敗選手権大会 〜みんながでるテレビ〜 第○回（NHK総合）[594][注 106]
- 2月9日、4月13日、7月6日 - 千原ジュニアのタクシー乗り継ぎ旅（テレビ東京）[注 21]
- 2月9日（3）、4月14日（4）、6月16日（5）、10月20日（6） - 開かずの扉vs鍵の仕事人（BS朝日・BS朝日 4K）[注 107]
- 2月10日、8月4日 - ナン年後かをのぞき見バラエティー 今すぐ話さなきゃいけない未来（日本テレビ）[注 3]
- 2月12日（5）、10月15日（6） - 大追跡!懐かしのあのスターは今?（BSテレ東・BSテレ東 4K）
- 2月14日(13日深夜、2018) / 12月26日(25日深夜、2019年) - 爆チュー問題クリスマスライブ（フジテレビ）[595]
- 2月13日、7月24日[注 16] / 5月13日、6月3日 - マサカの映像グランプリ（TBS）
- 2月15日、10月25日、12月14日 - 日本の旬を行く!路線バスの旅（BS-TBS・BS-TBS 4K）
- 2月16日・23日、8月10日 - たけしのその時カメラは回っていた（NHK総合）[596][597]
- 2月16日（2）、5月4日（3）、8月3日（4） - 中山秀征の秘境路線バス乗客全員ふれあい旅（テレビ東京）[注 21]
- 2月16日、10月1日[200] - 幸せにしてあげるわよ〜今すぐ使える目利きワザ〜（関西テレビ）
- 2月17日、11月24日 - プレミアムジャーニー〜週末、大人の贅沢をお届けします〜（テレビ東京）
- 2月17日（29）、他 - もんくもん（読売テレビ）
- 2月23日、8月17日、11月30日 - 福岡すっぴんツアー!（福岡放送）
- 2月23日、9月21日 - 家族になろうよ〜犬と猫と私たちの未来〜（NHK BSプレミアム）[598]
- 2月24日（23日深夜）、9月7日（6日深夜）、10月5日（4日深夜）、11月2日（1日深夜） - ウケメン（フジテレビ）
- 2月24日（23日深夜）・3月3日（2日深夜） - 新TV見仏記（関西テレビ）
- 2月25日（24日深夜）・3月4日（3日深夜）・10日（9日深夜） - 持論独論（NHK総合）[599]
- 2月27日[注 16] / 7月12日、9月25日、11月3日 - 笑える!泣ける!動物スクープ100連発（TBS）
- 2月27日〜3月13日(全3回) - 中国王朝 英雄たちの伝説（NHK BSプレミアム）[600]
- 2月28日（傑作選）、4月3日（2019春）、10月3日（2019秋・2部制）、11月21日（2019晩秋）、12月29日（2019冬） - 激録・警察密着24時!!（テレビ東京）
- 3月2日、5月2日 - 全問リアル 就活Q（NHK総合）
- 3月2日、5月4日、12月7日 - 名歌復活! 弾き語り 昭和のメロディー（BSフジ・BSフジ 4K）
- 3月8日、6月9日、9月8日、12月31日 - ロンブー淳のスマホ旅〜東海のイイとこみんな教えて!〜（東海テレビ）
- 3月10日、12月8日 - the 脱出（日本テレビ）[注 3]
- 3月10日、12月11日 - 絶対に泣ける名曲50選（BSテレ東・BSテレ東 4K）[601]
- 3月10日、24日 - 空旅中国（NHK BS4K）[602][注 108]
- 3月15日、12月30日 - 世界!職人ワゴン（テレビ東京）[603]
- 3月16日（2）、9月7日（3） - 今甦る!魅惑のムード歌謡スペシャル（BS-TBS・BS-TBS 4K）
- 3月18日（2）、8月5日（3） - 立派なおウチにピンポンしてみた（TBS）[604][注 109]
- 3月20日、6月19日、9月4日、12月11日 - たけしの“これがホントのニッポン芸能史”（NHK BSプレミアム）
- 3月21日、8月19日 - 急上昇↑ZOOチューバー（NHK総合）
- 3月22日、12月20日[605] - 今夜解禁!ザ・因縁（TBS）
- 3月23日、12月30日（Vol.2） - 坂道テレビ〜乃木と欅と日向〜（NHK総合）[606]
- 3月26日[607] / 10月8日[注 22] - なぜ、あの歴史は消えたのか?（テレビ東京）
- 3月27日、8月21日[注 16] / 12月4日 - 最前線!密着警察24時（TBS）
- 3月27日、9月27日 - 笑いが無理なら体張れ（TBS）[546][608]
- 3月28日（G）、12月6日（完全版・BS1） - ガンダム誕生秘話（NHK総合・BS1）
- 3月28日（1）/ 12月14日(ytv)・15日(NTV)[注 3]（2） - ビッグ☆プレイ（読売テレビ）[609][610]
- 3月30日(29日深夜・TBS)、12月20日(BS-TBS) - 風のようにうたが流れていた（TBS・BS-TBS・BS-TBS 4K）[611]
- 3月30日[注 21]、6月4日、7月30日 - はじめて東京行ってみたら?（テレビ東京）[注 110]
- 3月30日[378]、8月17日 - ENGEIグランドスラム LIVE（フジテレビ）[注 7]
- 3月30日、8月3日（夏の陣） - 東海発ライバルバラエティー 隣の芝生をのぞいてみた!（テレビ愛知）
- 3月30日、8月31日、9月22日、10月26日、11月9日、12月21日 - 着信御礼!ケータイ大喜利（NHK BSプレミアム）
- 3月31日、12月14日 - 世代超越バラエティ やすとものアレコレソーレ（読売テレビ）[612]
- 4月1日（3月31日深夜）、9月28日 - 千鳥の新聞沙汰になりました（フジテレビ）
- 4月1日、22日、7月8日 - 事件の涙 〜Human Crossroads〜（NHK総合）
- 4月1日、9月30日 - HEY!HEY!NEO!（フジテレビ）
- 4月3日（4）、10月2日（5） - ヤミツキ人生!（NHK BSプレミアム）
- 4月3日、10月4日 - 有名人が情報解禁!千鳥のドッカン!ジブン砲 （フジテレビ）[注 111]
- 4月6日（3）、10月12日（4） - 大人が知らない!!日本史の新常識 なぜ変わった?教科書ミステリー（BSフジ・BSフジ 4K）
- 4月7日、6月2日、7月6日、9月23日 - 民謡魂 ふるさとの唄（NHK総合）
- 4月7日、10月6日
  - DASHでイッテQ!行列のできるしゃべくり日テレ系人気番組No.1決定戦2019（日本テレビ）
  - 3秒聴けば誰でもわかる あなたの名曲ベスト100（テレビ東京）[注 4]
- 4月8日、15日、5月20日、6月24日、9月9日 - ノーナレ（NHK総合）
- 4月9日（春）、6月8日（夏）、7月17日（夏）、10月5日・10日（秋） - TBS新ドラマ祭（TBS）
- 4月9日、5月28日、6月18日、8月6日、9月10日、11月19日・26日[注 22]/ 10月14日、12月26日 - 世界が騒然!本当にあった(秘)衝撃ファイル（テレビ東京）
- 4月13日、5月18日、6月8日 - 食の健康サミット（テレビ東京）
- 4月14日、8月11日(2) - 空先案内人やしま真麻 世界飛ンデモ大百科!（BS日テレ・BS日テレ 4K）
- 4月17日・24日（シーズン1）  / 7月6日・13日（シーズン2）- AI育成お笑いバトル 師匠×弟子（NHK BSプレミアム）[613]
- 4月21日（2）、12月15日（3） - 魚が食べたい!-地魚さがして3000港-（BS朝日・BS朝日 4K）[614]
- 4月27日、11月23日 - かたらふ〜ぼくたちのスタア〜（フジテレビ）
- 4月27日[注 2]、10月5日 - 変装かくれんぼ ハイド&シーク
- 4月27日、8月24日 - 藤あや子・坂本冬美・香西かおり・伍代夏子 艶歌四人姫!（BSフジ・BSフジ 4K）
- 4月28日、6月2日 - 閉店セールの売れ残り、全部売ります!（テレビ東京）[注 4]
- 4月29日、9月23日 - ミ社ラン（TBS）
- 4月30日（春）、7月20日（夏）、12月24日（冬） - 沁(し)みる夜汽車 2019（NHK BS1）[615]
- 5月2日、8月13日 - リモコンWARS〜今夜日本の大事なものとられます〜（NHK総合）[616][注 112]
- 5月2日、9月16日 - ミラクル!カウンセリング〜世界の賢者が日本を救う!?〜（NHK総合）[617]
- 5月2日、9月26日、12月24日 - ウチの子、ニッポンで元気ですか?（TBS）
- 5月3日（3）、9月16日（4） - あなたも絶対行きたくなる!日本「最強の城」スペシャル第○弾（NHK総合）[618]
- 5月3日、12月10日 - やわらかアタマが世界を救う（NHK総合）[619]
- 5月3日、9月19日 - おらが県ランキング ダイナンイ!?（テレビ朝日）[620][注 113]
- 5月3日[注 6] / 10月27日[注 26] - 今夜解禁!開かずの扉（フジテレビ）
- 5月3日 / 6月26日(ダイジェスト) - 第67回ザよこはまパレード（テレビ神奈川）[621]
- 5月4日、12月24日 - さよなら!アローン会（NHK総合）[622]
- 5月5日、9月23日 - 密会レストラン（NHK総合）[623]
- 5月6日（5日深夜）、他（奇数月） - ギュッとミュージック（関西テレビ）
- 5月8日(春)、12月21日(秋) - 京都・山里の宿〜花脊の春・秋の物語〜（NHK BSプレミアム）[624]
- 5月11日、12月14日 - ピン子、通販やるってよ〜本日開店!ピン子デパート〜（TBS）[625]
- 5月20日（19日深夜）、6月3日（19日深夜）、28日 - ゲストは偉人さま!!（テレビ朝日）
- 5月21日[注 22]、6月28日 - 細木数子の娘かおりがズバリ!あなたの人生変えに来ました（テレビ東京）
- 5月25日、9月4日 - ダーレモシラナイ〜爆笑!日本の新知識〜（毎日放送）[626]
- 5月25日 - 亜矢と美律子の演歌の王道（BSフジ・BSフジ 4K）
- 5月26日、6月30日、10月27日、12月21日 - もしもで考える…なるほど!!なっとく塾（BSフジ・BSフジ 4K）
- 5月27日 - あなたが聴きたい歌の4時間スペシャル（TBS）
- 6月1日・2日 / 10月30日(ダイジェスト、BSP) - 謎の天空遺跡 マチュピチュ大中継（NHK BS4K・BSプレミアム）[627]
- 6月2日（Vol.1）、10月13日（Vol.2） - キントレノウトレ（NHK BSプレミアム）[628]
- 6月5日、8月28日、12月4日 - ぐっさんのニッポン国道トラック旅!（NHK BSプレミアム）[629]
- 6月9日[注 3] / 10月10日 - 若林ノブ秋山の揃いも揃って言ったコト（日本テレビ）[注 114][注 115]
- 6月10日、9月27日 - 0.1%の奇跡!衝撃 逆転無罪ミステリー（テレビ東京）
- 6月15日[注 2] / 10月15日 - クイズ!オンリー1（TBS）
- 6月15日（第6回）、12月21日（第7回） - 明石家紅白!（NHK総合）[631][632][633]
- 6月15日（11）[注 7] / 10月20日（12）[注 26] - 世界法廷ミステリー（フジテレビ）
- 6月19日、8月14日、10月19日(2H) / 11月15日(1.5H) - 特捜X 実録映像コップ（テレビ朝日）[634]
- 6月22日・29日[注 14] / 11月28日 - クイズハッカー（日本テレビ）[635]
- 6月22日、9月18日 - そこの○○止まりなさい!（テレビ朝日）
- 6月27日（13）、12月19日（14） - ぶっこみジャパニーズ（TBS）
- 6月29日、12月29日 - あの人が「いいね」した一般人（テレビ朝日）[636]
- 6月29日 - 7月20日（全4回）、西村キャンプ場シーズン2（テレビ新広島）※パイロット版
- 7月2日、10月8日 - パパジャニWEST（TBS）[注 116][637]
- 7月4日、10月17日 - 有吉と採点したがる女たち（TBS）[638]
- 7月6日(E)、8月20日(G)、連日(8K) - 8Kで完全再現!これが恐竜王国ニッポンだ!（NHK総合・Eテレ・BS8K）
- 7月8日、9月18日 - あなたの日本語大丈夫?笑われるニホン語（テレビ東京）
- 7月9日（72億人）、10月22日（77億人） - 世界○億人に発信!内村のツボる動画大賞（テレビ東京）[注 22]
- 7月13日、11月16日 - ヒロミ☆あさこの大家族にバカ売れグッズ贈ったらメチャメチャ喜びましたSP（日本テレビ）
- 7月14日（13日深夜）、12月28日[275] - 拝啓、芸能人さま〜手紙がたくさん届いてます〜（フジテレビ）
- 7月14日（1）、12月8日（2） - 昭和のクルマといつまでも（BS朝日・BS朝日 4K）[639]
- 7月15日、10月14日 - ウルトラハイパーハードボイルドグルメリポート（テレビ東京）※改題[640]
- 7月16日[注 22] / 12月4日 - 悪い奴を見逃すな!THE犯罪特捜ファイル（テレビ東京）
- 7月17日、10月16日 - 金のベンリ堂（NHK総合）[641]
- 7月20日（BSP）、12月28日（G） - 超密着!世界の"凄ワザ"キング（NHK総合・BSプレミアム）
- 7月22日、8月16日 - キクツボ!（NHK総合）
- 7月24日、8月28日 - 2020スタジアム（NHK総合）[642][643]
- 7月27日、9月14日 - セカンドの美学（NHK BSプレミアム）[644]
- 7月28日（4）、12月26日（5） - 世界を救え!サムライバスターズ〜最恐生物一斉討伐SP〜（テレビ東京）
- 7月30日（29日深夜）、8月6日（5日深夜） - テレビに出にくくなった人〜ネット民よ!再生させよ!世間ザワつき有名人〜（テレビ東京）[注 47]
- 7月30日、9月24日 - 今夜の旅はドラマチック（NHK BSプレミアム）[645]
- 8月5日（4日深夜）、12月30日 - World Baseballエンタテイメント たまッチ!（フジテレビ）
- 8月10日（BS）、9月28日（G）- 君は天才!〜渡辺謙がコメディーに挑戦!!〜（NHK総合・BSプレミアム）[646]
- 8月10日、11月16日 - 健康の秘訣とは!（テレビ東京）
- 8月17日（16日深夜）、12月27日（26日深夜）[275]- 世界で一番怖い答え（フジテレビ）
- 8月19日・12月19日 - 宇宙の人気番組「新銀河紀行〜驚異の地球文明〜」（NHK総合）[647]
- 8月19日（6）、12月31日（30日深夜・7） - ヤブツル〜鶴瓶・小籔の大阪夜話〜（NHK大阪放送局 / NHK総合）
- 8月24日、9月14日 - グレートヒマラヤトレイル（NHK BSプレミアム）[648]
- 8月25日（1）、11月17日（2） - 世界に挑め!NIPPONパラアスリート魂（BS日テレ・BS日テレ 4K）[649]
- 8月26日・9月9日、中国語で満喫!日本HOLIDAY（BS日テレ・BS日テレ 4K）[650]
- 8月27日（26日深夜）、9月3日（2日深夜） - 私、嫌われたくないんです。（テレビ東京）
- 8月31日（30日深夜）、12月26日（25日深夜） - 7G 〜SEVENTH GENERATION〜（フジテレビ）[651]
- 9月7日[注 2]、11月24日 - クイズ!THE違和感（TBS）[652]
- 9月9日(4K) / 9月22日・29日・10月6日(BSP、3回)[注 117] - 演歌フェス2019（NHK BS4K・BSプレミアム）[653]
- 9月14日・10月12日・11月(全3回) - 山本彩 タイムトライアングル（フジテレビTWO ドラマ・アニメ）[654]
- 9月18日、11月18日 - アイ・アム・冒険少年（TBS）
- 9月24日(23日深夜)、10月1日(9月30日深夜) - 地球規模バラエティ 芸人トラベラーVR（テレビせとうち）[注 47][655]
- 9月29日[注 13]、12月17日（G） / 12月7日（BSP） - AIでよみがえる美空ひばり（NHK総合・BSプレミアム）
- 10月5日（4K）、11月10日（BSP）- 南こうせつ サマーピクニック〜さよなら、またね〜（NHK BS4K・BSプレミアム）
- 10月12日、11月16日、12月27日 - うた恋〜歌に恋する音楽会〜（BS-TBS・BS-TBS 4K）[656]
- 10月19日（18日深夜）、12月19日 - ローランド先生（フジテレビ）[657]
- 10月19日、12月14日、28日 - 秘境中国 謎の民（NHK BSプレミアム）
- 10月22日・29日(TX他)[注 47] / 11月4日(TVO・全2回) - ノンフェイクション（テレビ大阪）[658]
- 10月20日(19日深夜、BSP)、11月18日(G) - ひきこもりからドームへ ネット世代の先駆者・まふまふ（NHK総合・BSプレミアム）[659]
- 11月17日（前編）・12月1日 - マカオ特別行政区成立20周年特別企画 旅遊歩 ぐるっとマカオ（BSフジ・BSフジ 4K）
- 11月24日(BS1)、12月14日(G) - LAST DANCE 〜バレリーナ吉田都 引退までの闘いの日々〜（NHK総合・BS1）
- 11月29日(プロローグ)、12月27日 - 不可避研究中（NHK総合）[660]
- 11月30日(4K・BSP)、12月1日 - アフリカ サファリツアー大中継 体感!野生動物の楽園（NHK BS4K・BSプレミアム）

## レギュラー番組のスペシャル版

### NHK総合・NHK Eテレ
- 1月1日
  - あけまして、ねほりんぱほりん2019（NHK Eテレ）
  - ごちそんぐDJ幸せいっぱい!おせちスペシャル きみの願いにNEOおせち!（NHK Eテレ）
  - みいつけた!お正月スペシャル サボテンミュージックでショウ（NHK Eテレ）
  - アニメおじゃる丸スペシャル「おじゃる丸 満月ロード危機一髪」（NHK Eテレ）
  - ネーミングバラエティー 日本人のおなまえっ! 本当のお正月がわかっちゃうSP（NHK総合）
  - 先人たちの底力 知恵泉 大新年会"改元"〜いろいろあったね!歴代元号〜（NHK Eテレ）[注 122]
  - 新世代が解く!ニッポンのジレンマ元日SP2019（NHK Eテレ）
- 1月2日 - さわやか自然百景新春特集（NHK総合）
- 2月17日 - 市原悦子さん ありがとうスペシャル（NHK総合）[注 125][667]
- 3月20日、11月6日 - 美と若さの新常識SP（NHK総合）[注 126]
- 4月4日 - 世界はほしいモノにあふれてる生放送!春SP（NHK総合）
- 4月6日（初回）、5月4日、8月31日 - 有吉のお金発見 突撃!カネオくんSP（NHK総合）[注 123]
- 5月6日 - ザ・ディレクソン全国大会生放送スペシャル（NHK総合）[注 127][668]
- 5月22日、8月7日、12月11日 - ガッテン!拡大SP（NHK総合）[注 121]
- 7月15日 - ダーウィンが来た!拡大SP（NHK総合）[注 128]
- 8月8日 - クローズアップ現代+夏季特集（NHK総合）
- 8月15日 - 夏井いつきのよみ旅!（NHK Eテレ）[注 129]
- 8月19日 - 逆転人生 東京パラリンピック1年前スペシャル（NHK総合）[注 130]
- 8月22日、10月3日、31日、12月19日 - 所さん!大変ですよ拡大SP（NHK総合）[注 123]
- 8月25日 - バリバラ生放送 2．4時間テレビ 愛の不自由、（NHK Eテレ）
- 9月21日 - SONGS Perfume祝15周年!生放送（NHK総合）[注 121]
- 10月14日 - Why!?プログラミングフェス2019（NHK Eテレ）
- 10月26日
  - プロフェッショナル 仕事の流儀 吉永小百合スペシャル（NHK総合）[注 123][注 131][669]
  - いじめをノックアウトスペシャル第12弾（NHK Eテレ）[670]
- 12月21日 - すくすくアイデア大賞2019（NHK Eテレ）
- 12月28日 - 極上のはなし〜演芸図鑑スペシャル対談集〜（NHK総合）
- 12月29日 - ドキュメント72時間 年末スペシャル2019（NHK総合）
- 12月31日 - 2020年1月1日 - 2355－0655 年越しをご一緒にスペシャル 2019-2020（NHK Eテレ）

### 日本テレビ・NNN・NNS系列
- 1月2日 - 浜田雅功のふり返れば同級生がいる!（読売テレビ）[679]
- 1月4日 - 新春ミヤネ屋SP（読売テレビ）
- 1月5日 - 皇室日記スペシャル〜平成という時代〜（日本テレビ）
- 1月5日・12日 - 2週連続1時間スペシャル 名探偵コナン「紅の修学旅行」（読売テレビ）[注 121]
- 1月10日、2月7日、3月28日、4月18日、5月2日、6月27日、7月25日、8月15日、9月19日、10月24日、11月14日、12月5日 - THE突破ファイル2時間SP（日本テレビ）[注 102]
- 1月11日、2月1日、3月1日、4月12日、5月10日、6月7日、7月19日、8月30日、9月27日、11月1日(2H)[注 102] / 12月27日(4H)[注 136] - 沸騰ワード10 SP（日本テレビ）
- 1月19日 - 逆転裁判1時間SP（読売テレビ）[注 121]
- 1月23日、2月27日 - 1周回って知らない話2時間SP（日本テレビ）[注 102]
- 3月30日 - マツコ会議SP（日本テレビ）[注 138]※2部構成
- 3月31日（春）、6月23日（夏）、12月22日（年末） - おしゃれイズム1HSP（日本テレビ）[注 121]
- 4月1日、7月22日、9月30日、11月11日、12月23日 - 人生が変わる1分間の深イイ話2時間SP（日本テレビ）[注 102]
- 6月15日 - 誰だって波瀾爆笑 ディズニー・オン・アイスSP（日本テレビ）
- 7月2日 - ウチのガヤがすみません!2時間SP（日本テレビ）[注 139]
- 9月7日
  - ONEラグビー特別版 日本代表結団式生中継特番 W杯に懸ける想い（日本テレビ）
  - 増田のニュースドライブ〜辛坊さんついてきて〜（読売テレビ）
- 10月24日 - 夢空間スポーツSP おめでとうホークス 3年連続日本一奪Sh!!（23日深夜、福岡放送）
- 12月21日 - ぶらり途中下車の旅 師走の京都2時間（日本テレビ）[注 102]
- 12月29日 - 新・日本男児と中居年末スペシャル（日本テレビ）

### テレビ朝日・ANN系列
- 1月1日 - 朝まで生テレビ!元旦SP（テレビ朝日）
- 1月3日 -  東京らふストーリースペシャル（テレビ朝日）
- 1月6日 - 相席食堂〜有名人が生まれ故郷に凱旋SP〜（朝日放送テレビ）[注 137]
- 1月8日、29日、2月19日、3月12日、4月2日、6月25日、7月30日、8月27日、9月17日、10月22日、12月10日(3H)[注 132] /5月7日、5月21日、6月4日、18日、11月19日(2H)[注 102] - 林修の今でしょ!講座SP（テレビ朝日）
- 1月12日(3H)[注 132] / 2月2日、16日、4月27日、5月18日、6月1日、22日、7月6日、8月3日、9月7日(レギュラー最終回、以上2H)[注 102] / 11月23日(単発、3H) - 世界が驚いたニッポン! スゴ〜イデスネ!!視察団SP（テレビ朝日）
- 1月15日、2月12日、26日、3月26日(最終回) - 世界の村で発見!こんなところに日本人3時間SP（朝日放送テレビ）[注 132]
- 1月22日、2月5日、3月5日、4月23日、7月2日、16日、9月3日、11月12日、12月3日(3H)[注 132] / 5月14日、28日、6月11日、8月6日、13日、10月15日、29日、11月26日(2H)[注 102] - 名医とつながる!たけしの家庭の医学SP（朝日放送テレビ）
- 1月27日(26日深夜)、3月31日(30日深夜、最終回) - ピンポイント業界史1時間SP（テレビ朝日）[注 121]
- 1月28日（初回）、12月2日（最終回） - 羽鳥×宮本 福岡好いとぉ90分拡大SP（九州朝日放送）[注 121]
- 2月17日 - 3月10日（全4回） - 4週連続スペシャル スーパー戦隊最強バトル!!（テレビ朝日）
- 2月23日 - ごはんジャパン1時間SP（テレビ朝日）[注 121]
- 3月23日 - しくじり先生 俺みたいになるな!!レギュラー復活SP（テレビ朝日）[注 148]
- 3月27日、7月3日、12月25日(3H)[注 132] / 5月1日、22日、29日、7月10日、8月7日、10月9日、30日、12月4日(2H)[注 102] - くりぃむクイズ ミラクル9SP（テレビ朝日）
- 4月6日 - 超人女子戦士 ガリベンガーSP（テレビ朝日）[注 148]
- 4月7日 - やすらぎ通信（テレビ朝日）
- 4月9日（初回）、7月9日、9月24日、12月17日 - そんなコト考えた事なかったクイズ!トリニクって何の肉!?3時間SP（朝日放送テレビ）[注 132]
- 4月20日 - 家事ヤロウ!!!2時間SP（テレビ朝日）[注 134]
- 4月28日 - 相葉マナブ1時間SP 包丁王子 寿司処相葉亭ついに開店!（テレビ朝日）[注 121]
- 6月13日、9月12日、12月26日 - 日本人の3割しか知らないこと くりぃむしちゅーのハナタカ!優越館2時間SP（テレビ朝日）[注 102]
- 6月14日 - 金曜日のどっち!?スペシャル（テレビ朝日）[注 102][注 152]
- 6月22日、9月21日 - 松之丞カレンの反省だ!SP（テレビ朝日）
- 7月13日 - 大竹ユースケ高島彩の100まで楽しむつもりです金婚さん銀婚さんおじゃましますSP（テレビ朝日）
- 9月6日 - お引越し記念!ドラえもん誕生日スペシャル（テレビ朝日）
- 9月27日 - 徹子の部屋SP TVエンタメ伝説の名場面史（テレビ朝日）[693]
- 9月28日 - サタデーステーション拡大スペシャル（テレビ朝日）[注 102]
- 9月29日 - もう少し、嫌な奴最終回1時間SP（朝日放送テレビ）[注 121]
- 10月20日 - 題名のない音楽会スペシャル オーケストラと夢をかなえる夢響2019（テレビ朝日）
- 11月10日 - サンデーステーション 祝賀御列の儀SP（テレビ朝日）
- 12月7日 - ウドちゃんの旅してゴメン800回SP（メ〜テレ）[注 102]
- 12月23日（22日深夜） - 日本サッカー応援宣言 やべっちFC 東京五輪最終予選直前スペシャル（テレビ朝日）[注 148]
- 12月28日
  - ラストアイドル特別編（27日深夜、テレビ朝日）
  - おはよう朝日です 40周年記念特別番組 キリマンジャロに挑戦 ほぼノーカット版スペシャル（朝日放送テレビ）[694]
- 12月29日
  - TOKYO応援宣言 しぶこ&五輪サッカー2020目前!!年末スペシャル（テレビ朝日）
  - Dream Challenger 〜夢に挑む者たち〜スペシャル（テレビ朝日）
- 12月31日
  - テレメンタリー2019スペシャル 令和を生きる君へ（テレビ朝日・朝日放送テレビ・北海道テレビ・青森朝日放送・岩手朝日テレビ・メ〜テレ・長崎文化放送 / ANN26局）
  - 探偵!ナイトスクープ年末スペシャル!!年忘れファン感謝祭2019（朝日放送テレビ）

### TBS・JNN系列
- 1月2日 - ごぶごぶ正月SP!（1日深夜、毎日放送）
- 1月2日、4月18日、5月23日、8月29日、10月3日、12月26日 - ニンゲン観察バラエティ モニタリング3時間SP（TBS）[注 102]
- 1月2日（正月SP）、2月9日（ロケSP） - 痛快!明石家電視台SP（毎日放送）
- 1月3日 - はやドキ!新春SP（TBS）
- 1月3日(新春3時間SP)[注 132] / 1月13日、3月17日、4月7日、21日、5月26日、7月14日、28日、8月11日、25日(※不祥事打ち切りによる事実上の最終回)(2H30)[注 134] / 1月27日、2月10日、24日(2H)[注 102] - 消えた天才SP（TBS）
- 1月4日、11日、25日、2月1日、3月29日、4月12日、5月10日、24日、6月14日、21日、7月5日、8月16日、9月6日、27日、10月11日、18日、11月8日、12月13日(2H)[注 102] - ぴったんこカン・カンスペシャル（TBS）
- 1月4日、12月27日(2.25H)[注 154] / 1月18日、2月15日、3月1日、29日、4月5日、26日、5月17日、6月28日、7月19日、8月9日、30日、10月4日、25日、11月22日、12月6日(2H)[注 102] - 中居正広のキンスマスペシャル（TBS）
- 1月6日 - サンデーモーニング新春SP（TBS）[注 102]
- 1月6日、4月28日、6月2日、7月7日、8月4日、18日、9月1日、15日、10月27日、11月10日、12月1日、15日(2H30)[注 134] / 1月20日、2月3日、17日、3月3日、24日、4月21日(2H)[注 102] - 坂上&指原のつぶれない店SP（TBS）
- 1月6日 - ゲンバビト2019年始SP（CBCテレビ）[注 121]
- 1月8日、5月21日、10月1日 - 教えてもらう前と後2時間SP（毎日放送）[注 102]
- 1月8日、4月9日、5月28日、7月2日、9月17日 - マツコの知らない世界SP（TBS）[注 102]
- 1月9日、3月6日、4月3日、24日、5月8日、7月31日、10月2日、12月18日(3H)[注 132] / 6月19日、8月14日、11月27日(2H)[注 102] - 東大王3時間SP（TBS）
- 1月12日、26日、2月9日、23日、3月9日、23日、4月20日、5月4日、18日、6月1日、15日、29日、7月20日、8月3日、17日、9月14日、10月12日、26日、11月9日、23日、12月7日(2H)[注 102] / 12月28日(2H30)[注 134] - ジョブチューン!SP（TBS）
- 1月13日 - 大がっちりマンデー!!（TBS）[注 121]
- 1月15日、2月19日、4月2日、5月14日、10月8日、12月17日(2H)[注 102] / 3月19日(3H)[注 132] - この差って何ですか?SP（TBS）
- 1月19日 - 日立 世界・ふしぎ発見!1500回SP（TBS）[注 120][703]
- 1月21日、4月8日、29日、7月22日、8月26日、11月11日(3H)[注 132] / 5月20日(2H)[注 102] - 名医のTHE太鼓判!SP（TBS）
- 1月27日、3月24日(1H)[注 121] / 4月1日(深夜SP)[704] / 5月19日[注 102]、7月21日、9月22日、10月13日[注 134](単発)  - バナナマンのせっかくグルメ!!SP（TBS）
- 2月20日[注 16] / 10月30日(G初回)、11月20日(2H)[注 102] - 世界くらべてみたらSP（TBS）
- 3月18日、4月22日、5月20日、6月24日、7月29日、8月19日、10月21日、28日、11月25日、12月16日 - 1番だけが知っているSP（TBS）[注 102]
- 4月5日、6月28日、10月4日、12月20日 - 爆報! THE フライデーSP（TBS）[注 102]
- 4月22日（初回）、5月13日、6月3日、24日、7月8日、29日、8月19日、9月2日、10月21日、11月4日、12月16日 - 有田哲平と高嶋ちさ子の人生イロイロ超会議SP（TBS）[注 102]
- 5月30日、10月31日 - 櫻井・有吉THE夜会SP（TBS）[注 102]
- 6月25日 - その他の人に会ってみたSP（TBS）[705]
- 8月14日 - クレイジージャーニーSP（TBS）
- 10月26日 - S☆1 世界野球プレミア12直前SP（TBS）
- 11月23日 - ゴゴスマッチングTV（CBCテレビ）[706]
- 11月29日 - 中居くん決めて!定点カメラは見た!芸能人のヤバイ生態2時間スペシャル!（TBS）
- 12月29日 - KAT-TUNの世界一タメになる旅!+SP（TBS）[707]
- 12月25日 - 水曜日のダウンタウンSP[注 102]
- 12月29日 - 戦え!スポーツ内閣年末SP（毎日放送）

### テレビ東京・TXN系列
- 1月2日
  - 男子ごはん新春2時間スペシャル（テレビ東京）
  - メッセンジャー黒田の名古屋をもっと知りたいねん!〜覚王山ぶら珍めぐり〜（テレビ愛知）[708][注 159]
- 1月4日 - ポケットモンスターの平成史〜火曜から木曜、そして日曜〜（テレビ東京）
- 1月5日
  - Sports ウォッチャースペシャル〜松坂世代 運命のカウントダウン〜（4日深夜、テレビ東京）[注 123]
  - 出没!アド街ック天国SP（テレビ東京）[注 121]
  - 旅コミ北海道60分拡大SP（テレビ北海道）[注 121]
- 1月8日、22日、2月5日、19日、3月12日(最終回) - ヒャッキン!〜世界で100円グッズを使ってみると?〜SP（テレビ東京）[注 102]
- 1月9日(3H)[注 132] / 1月23日、2月13日、27日、3月13日、4月10日、17日、5月15日、29日、6月5日、7月3日、17日、8月7日、21日、9月11日、10月2日、23日、11月20日、12月11日(2H)[注 102] - ソレダメ!〜あなたの常識は非常識!?〜SP（テレビ東京）
- 1月14日 - しまじろうのわお!映画スペシャル（テレビせとうち）
- 1月17日、3月21日、9月5日(3H)[注 132] / 1月31日、2月14日、3月7日、4月11日、5月23日、6月13日、20日、7月4日、18日、8月8日、15日、9月19日、10月24日、11月14日、28日(2H)[注 102] - 主治医が見つかる診療所SP（テレビ東京）
- 1月21日、2月18日、3月11日、18日、4月15日、5月13日、6月17日、7月1日、29日、8月19日、9月16日、23日、10月28日、11月18日、12月16日(2H)[注 102] - 世界ナゼそこに?日本人 〜知られざる波瀾万丈伝〜SP（テレビ東京）
- 2月22日、3月22日、8月23日、10月4日 - たけしのニッポンのミカタ!SP（テレビ東京）[注 102]
- 2月25日、3月25日、4月8日、29日、8月5日、26日、9月30日、10月21日、11月11日、25日、12月9日(2H)[注 102] / 12月23日（4H）[注 136] - 世界!ニッポン行きたい人応援団SP（テレビ東京）
- 3月1日、29日、4月5日、6月28日、7月26日、8月16日、30日、9月6日、10月11日、11月1日、29日、12月13日(2H)[注 102] / 9月20日(3H)[注 132] / 12月27日(4時間超え)[注 135] - 所さんの学校では教えてくれないそこんトコロ!SP（テレビ東京）
- 3月2日 - 美の巨人たち1時間SP（テレビ東京）[注 121]
- 4月29日 - ゴルフ 天下!たい平スペシャル（テレビ東京）[注 160]
- 4月30日、5月2日 - なないろ日和!スペシャル（テレビ東京）
- 4月30日 - ゆうがたサテライトスペシャル（テレビ東京・TXN）[注 120]
- 5月3日 - 未来の主役2019スペシャル〜子どもたちから見る日本の今〜（TVQ九州放送）
- 9月16日 - ものスタスペシャル（テレビ東京）
- 9月24日 - ガイアの夜明けスペシャル コンビニに“夜明け”は来るか（テレビ東京）[注 121]
- 9月28日、12月14日、21日 - 旅スルおつかれ様〜ハーフタイムツアーズ〜スペシャル（テレビ東京）
- 10月5日 - 月〜金お昼のソングショー ひるソン!SP（テレビ東京）[注 102]
- 11月25日（24日深夜） - 日向坂で会いましょうスペシャル（テレビ東京）[注 121]
- 12月18日 - そろそろ にちようチャップリン お笑い統一王座GP2019グランドチャンピオン大会（テレビ東京）[注 134]
- 12月25日 - WBS年末拡大スペシャル（テレビ東京）[注 121]
- 12月26日
  - よじごじDays拡大SP（テレビ東京）[注 121]
  - チマタの噺SP たけしと鶴瓶が2019年重大ニュースをメッタ斬り!（テレビ東京）[注 121]
- 12月27日 - ゴッドタン 芸人マジ歌選手権（テレビ東京）[注 102]
- 12月28日 - 大正製薬Presents MelodiX!スペシャル2019（テレビ東京）
- 12月30日（29日深夜） - 勇者ああああクラシック〜僕達昔こんなことなってました〜（テレビ東京）

### フジテレビ・FNN・FNS系列
- 1月1日
  - ゴリパラ見聞録 2019 Happy New Year 生放送SP（テレビ西日本）[722]
  - 快傑えみちゃんねる無礼講!ベテランVS若手ぶっちゃけ大宴会SP（関西テレビ）[723]
  - お正月だよ!ぐっさん家東海3県ぐるっと!ふるさと大満喫スペシャル（東海テレビ）
- 1月2日
  - 皇室ご一家新春スペシャル2019（フジテレビ）[2]
  - 有吉くんの正直さんぽ新春!北九州SP（フジテレビ）[2]
  - 千原ジュニアの座王〜31人!新春即興王SP〜（関西テレビ）[724]
- 1月3日 - よ〜いドン!お正月SP（関西テレビ）
- 1月7日、4月8日、5月13日、7月8日、22日、10月7日、11月4日、12月2日(2H)[注 102] - ネプリーグSP（フジテレビ）
- 1月8日、2月19日、3月19日、4月9日、5月21日、7月9日、23日、8月13日、12月3日(2H)[注 102] - 今夜はナゾトレSP（フジテレビ）
- 1月9日、4月3日、5月8日、22日、9月25日、10月23日、12月18日 - ホンマでっか!?TV SP/超ホンマでっか!?TV（フジテレビ）[注 102]
- 1月10日、4月4日、5月2日、7月18日、10月10日、17日、12月5日[注 102] - 直撃!シンソウ坂上SP（フジテレビ）
- 1月12日、26日、2月23日、3月9日、4月20日、5月4日、18日、6月1日、15日、7月13日、27日、11月16日、30日 / 6月29日(1.5H) [注 121] / 8月24日(4H10)[注 136] - 芸能人が本気で考えた!ドッキリGPSP（フジテレビ）
- 1月14日、4月15日、5月6日、7月15日、8月19日、9月30日、12月9日(2H)[注 102] - 痛快TV スカッとジャパンSP（フジテレビ）
- 1月15日、2月26日、4月2日、6月4日、7月16日(2H)[注 102] / 12月24日(3H)[注 132] - 潜在能力テストSP（フジテレビ）
- 1月16日、4月3日、5月8日、9月11日、11月13日(2H)[注 102] - 世界の何だコレ!?ミステリーSP（フジテレビ）
- 1月19日、2月2日、16日、3月2日、4月13日、27日、5月11日、6月8日、22日、7月6日、20日、8月10日、10月26日、11月9日 - 超逆境クイズバトル!! 99人の壁2時間SP（フジテレビ）[注 102]
- 1月27日（※初回）、7月14日 - アオハル（青春）TV2時間SP（フジテレビ）[注 102][725]
- 2月3日（※初回）、17日、3月17日、4月14日、5月5日、26日、6月23日、8月4日、9月8日、12月13日 - でんじろうのTHE実験2時間SP（フジテレビ）[注 102]
- 2月24日 - ニッポンわが町うどんMAP（テレビ西日本）[726][注 163]
- 3月20日、4月10日[66]、5月1日、9月18日(最終回) - 梅沢富美男のズバッと聞きます!SP（フジテレビ）[注 102]
- 3月24日、4月28日、10月20日 - マルコポロリ!SP（関西テレビ）[注 121]
- 4月4日 - アウト×デラックスSP（フジテレビ）[注 102][66]
- 4月7日、9月1日、15日、10月13日[注 102] / 12月22日[注 154] - Mr.サンデーSP（フジテレビ・関西テレビ）
- 4月9日 - 噂の現場急行バラエティー レディース有吉 世界の異常に若すぎる美女7人!禁断の若返り術SP（関西テレビ）※初回[注 102]
- 4月10日[66]、5月1日、29日、9月4日、11月6日 - 林修のニッポンドリルSP（フジテレビ）[注 102]
- 5月25日 - KinKi Kidsのブンブブーン ご飯のおともはオレコレ!SP（フジテレビ）[注 134]
- 7月20日 - こやぶるSPORTS TOKYOまであと1年!ホンマにすごい関西アスリート大集合SP（関西テレビ）[注 134]
- 8月2日 - ネタパレ夏休み70分SP（フジテレビ）[注 157]
- 8月17日 - 胸いっぱいサミット!SP（関西テレビ）[注 102]
- 9月4日 - TOKIOカケル300回記念SP（フジテレビ）[注 102][727]
- 10月5日 - 週末は…ウマでしょ!凱旋門賞完全攻略SP（フジテレビ）
- 10月9日 - 華丸・大吉29周年記念 結局ハワイは福岡だらけ&超売れっ子に野望は聞くだけ野暮よSP（テレビ西日本）[728][注 164]
- 11月30日 - おかべろ生放送SP（関西テレビ）[注 132][729]
- 12月28日
  - ライオンのグータッチ年末SP（フジテレビ）[275]
  - ワイドナショー年末SP 2019（フジテレビ）[730]
  - やすとも・友近のキメツケ!※あくまで個人の感想です 令和元年を総キメツケSP（関西テレビ）
- 12月29日
  - はやく起きた朝は…2019ありがとうSP（フジテレビ）[275]
  - ボクらの時代 木村拓哉&長澤まさみ 未公開拡大SP（フジテレビ）[注 121]
- 12月30日
  - こやぶるSPORTS大忘年会 鳥谷阪神の全てを激白!ジャニーズvsブレイク芸人vsアスリート 令和最初から大接戦やでSP（関西テレビ）
  - 川島&ノブ ウダ馬なし 2019年ケイバ界を総ざらいSP（関西テレビ）
- 12月31日 - じゃじゃじゃじゃ〜ン!もうすぐお正月SP（フジテレビ）

### クロスネット局・トリプルクロスネット局・独立局
- 1月1日 - TOKYO MX NEWS元日スペシャル（TOKYO MX1）
- 3月31日 - 東京クラッソ!NEOさよなら平成スペシャル（TOKYO MX1）※最終回[注 102]
- 12月1日 - バツウケテイナー THE ゴールデン!（サンテレビ）[注 121][731]
- 12月30日 - イケダンMAX年末特番 今年は俺たちやりきったのか!?スペシャル（TOKYO MX1）[注 134]
- 12月27日 - 熱血!タイガース党年末拡大90分スペシャル（サンテレビ）[注 121]
- 12月31日
  - お江戸に恋して大晦日スペシャル（TOKYO MX1）
  - 明日どこ!?DX 大使館晩餐会特集（TOKYO MX1）
  - TAKARAZUKA CAFE BREAK 2019年末スペシャル（TOKYO MX1）
  - F.C. TOKYO COLORS 2019 SEASON SPECIAL（TOKYO MX1）

### BS・CS
- 1月1日他 - 美しい日本に出会う旅SP（BS-TBS・BS-TBS 4K）
- 1月2日 - 3日 - お正月はクイズ三昧!朝までモノシリスト!（BS朝日・BS朝日 4K）
- 1月10日、2月7日(1H×2) / 4月11日、7月11日、8月8日、9月12日、11月14日(2H) - 笑点 特大号2時間SP（BS日テレ・BS日テレ 4K）[注 102]
- 1月13日 - 昭和偉人伝特別版 昭和歌謡の巨人たち!（BS朝日・BS朝日 4K）
- 2月5日 - 三宅裕司のふるさと探訪〜こだわり田舎自慢〜爆笑ふれあい2時間SP（BS日テレ）[注 102]
- 3月4日、4月1日(3H)[注 132] / 5月6日(3.5H)[注 146] - 出発!ローカル線 聞きこみ発見旅SP（BSテレ東・BSテレ東 4K）
- 3月5日 - ぶらぶら美術・博物館放送300回記念!京都で国宝2時間SP（BS日テレ）[注 102]
- 3月9日 - 水戸黄門3時間SP（BS-TBS・BS-TBS 4K）
- 3月29日 - 田村淳のBUSINESS BASICSP（BSテレ東・BSテレ東 4K）[注 121]
  - ジョブレボ!最終回スペシャル（BSテレ東・BSテレ東 4K）[注 121]
- 4月6日 - 小さな村の物語 イタリア300回記念2時間SP!霧と彩りの島…"七色の村"愛の物語（BS日テレ）
- 4月8日 - 土井善晴の美食探訪4時間SP（BS朝日・BS朝日 4K）[注 132]
- 4月14日 - あの年この歌3時間SP あなたの人生を彩った昭和〜平成の名曲ランキング100（BSテレ東・BSテレ東 4K）
- 5月2日 - 新元号おめでとう!祝!バカリズムの30分ワンカット紀行 新新新だらけの120分大紀行SP（BSテレ東・BSテレ東 4K）[注 134][735]
- 5月9日 - 突撃!隣のスゴイ家SP（BSテレ東・BSテレ東 4K）[注 102]
- 6月17日、12月23日 - 町山智浩のアメリカの今を知るTV In Association With CNN 2時間SP（BS朝日・BS朝日 4K）
- 7月14日 - カンニング竹山の新しい人生、始めます!〜夫婦で再出発&得する相続税2時間SP（BSテレ東・BSテレ東 4K）
- 10月4日 - 町中華で飲ろうぜ特別編（BS朝日・BS朝日 4K）
- 10月6日 - & スタートアップ! 未来を変える起業家のタネ 1時間スペシャル!（BSテレ東・BSテレ東 4K）※初回[注 121]
- 10月13日 - 報道ステーション Presents〜鹿児島・徳之島で発見〜日本最大級の水中鍾乳洞（BS朝日・BS朝日 4K）[注 166][736]
- 11月9日 - 報道1930土曜版（BS-TBS・BS-TBS 4K）
- 11月24日 - 世界の船旅2時間スペシャル 超厳選「世界の船旅」〜絶景、世界遺産、グルメ〜（BS朝日・BS朝日 4K）[注 134][737]
- 11月30日 - 町中華で飲ろうぜ 特別編（BS-TBS・BS-TBS 4K）[注 121]
- 12月8日 - 「BS日本・こころの歌」スペシャルコンサート東京2019（BS日テレ・BS日テレ 4K）
- 12月21日 - Sound Inn“S”クリスマススペシャル（BS-TBS・BS-TBS 4K）[注 121]
- 12月22日 - ブラマヨ弾話室 2019年のニッポンはどうかしてたぜ!年末総決算SP!!（BSフジ・BSフジ 4K）[注 121]
- 12月24日
  - ラグビーウィークリーSP 日本代表が語る大躍進の真実〜秘蔵映像にみる勝利の必然〜（BS朝日・BS朝日 4K）[注 134][738]
  - SONG TO SOUL Remix（BS-TBS・BS-TBS 4K）
  - BSいきものがかりSP（BSフジ・BSフジ 4K）[注 121]
- 12月26日 - 橋本マナミのヨルサンポ忘年会〜今だから言えるSP〜（BSフジ・BSフジ 4K）[注 121]
- 12月29日 - ACTORS -Songs Connection- サクタスケの打ち上げパーティー2019（BS日テレ・BS日テレ 4K）
- 12月30日 - ゴルフ侍、見参!年末スペシャル〜初の女性バトル＆因縁の男子プロ対決〜（BSテレ東・BSテレ東 4K）[注 102]
- 12月31日 - 2020年1月1日未明 - 冗談騎士年またぎSP（BSフジ・BSフジ 4K）[注 121]

#### NHK BS1・BSプレミアム・BS4K・BS8K
- 1月1日 - COOL JAPAN新春SP 世界が驚いた!ニッポン動画大賞2019（NHK BS1）
- 1月3日 - 聖火のキセキスペシャル よみがえる1964 そして2020へ（NHK BS1）
- 2月23日 - 極上!スイーツマジック平成スペシャル（NHK BSプレミアム）
- 3月26日 - イッピンSP（NHK BSプレミアム）
- 4月10日 - やまと尼寺 くいしんぼ日記（NHK BSプレミアム）[注 102][注 167]
- 5月2日 - ダークサイドミステリーSP 超常現象大事件ベスト10!平成とは何か?（NHK BSプレミアム）[注 121]
- 6月27日 - TOKYOディープ!スペシャル 潜入!オトナの街（NHK BSプレミアム）
- 7月27日、9月28日、11月23日 - にっぽんトレッキング100スペシャル（NHK BSプレミアム）
- 10月3日 - ザ・プロファイラースペシャル 関ヶ原3つの“IF”（NHK BSプレミアム）[注 102]
- 12月14日、21日 - 趣味どきっ!プレミアム 大使夫人のおもてなしスペシャル（NHK BSプレミアム）[注 168]

## 改元関連特別番組
- 4月1日
  - NNN news every.特別版 「平成」の次…新元号誕生瞬間すべて見せます（日本テレビ）
  - JNN報道特別番組 まもなく新元号発表!（TBS）
  - FNN特報 列島縦断LIVE!ようこそ新元号SP（フジテレビ）
- 4月30日 - 5月1日
  - ゆく時代くる時代〜平成最後の日スペシャル〜（NHK総合）※5部構成[740]
  - news zero拡大版 有働由美子&櫻井翔「改元の瞬間」生中継 SP〜zeroから考える新時代〜[741]
  - 報道STATION拡大SP（テレビ朝日）
  - 池上彰の改元ライブ 平成から令和…新時代を見に行く!（テレビ東京・BSテレ東・BSテレ東 4K）
  - FNN報道スペシャル 平成の大晦日 令和につなぐテレビ 知られざる皇室10の物語（フジテレビ）[742]
- 4月30日・5月1日 - 大下容子ワイド!スクランブル第1部拡大SP（テレビ朝日）[注 137]
- 4月30日
  - 羽鳥慎一モーニングショー 夜の拡大版 今夜決定!平成ニッポンのヒーロー総選挙（テレビ朝日）[743]
  - JNN報道特別番組 平成最後の日〜天皇陛下退位へ（TBS）
  - JNN報道特別番組 Nスタスペシャル（TBS・JNN）
  - 生放送!平成最後の日（TBS）[744]
- 5月1日
  - 新天皇・新皇后 歩まれる道（NHK総合）[93]
  - NNN news every.特別版 新時代「令和」幕開け…すべて見せます（日本テレビ）
  - JNN報道特別番組 新天皇が即位〜きょう元号「令和」スタート（TBS・JNN）[注 169]
  - 報道スペシャル"令和"幕開け!7つの疑問を徹底解説（テレビ東京）
  - 報道特別番組 歴史的瞬間を都内はどう迎えた?（TOKYO MX1）
  - 「令和」新時代SP 新天皇陛下と新皇后雅子さま〜美智子さまから受け継がれる想い〜（BS朝日・BS朝日 4K）[745]

## 第25回参議院議員通常選挙
- 7月7日・14日・20日 - 参院選特集（NHK総合）
- 7月21日 - 22日未明
  - NHK総合
    - 『2019参院選 開票速報』（19:55 - 翌4:30）[注 170]

  - 日本テレビ系
    - 『zero選挙2019 アナタに迫る!新時代の大問題』（19:58 - 23:30・23:50 - 翌2:10）[746]

MC：有働由美子、櫻井翔（嵐） キャスター：藤井貴彦、中島芽生、岩本乃蒼、鈴江奈々 解説：粕谷賢之、小栗泉
    - 『日テレNEWS24×参院選2019』（日テレNEWS24制作。地上波：22日2:10 - 4:00）

  - テレビ朝日系
    - 『選挙STATION2019』（19:58 - 20:20・21:58 - 23:00）[747][注 171]

キャスター：富川悠太、徳永有美、小木逸平、竹内由恵 解説：後藤謙次
    - 『ANN選挙速報2019』（22日2:50 - 4:00）

  - TBS系
    - 『Nスタ×NEWS23 選挙スペシャル』（19:57 - 翌1:00・22日1:20 - 4:00）[748]

出演者：井上貴博、ホラン千秋、小川彩佳、星浩、山本恵里伽
  - テレビ東京系・BSテレ東・BSテレ東 4K
    - 『TXN選挙SP 池上彰の参院選ライブ』[749]（地上波：19:50 - 23:46[注 172]／BSテレ東：19:50 - 20:54[注 173]）

MC：池上彰、大江麻理子、相内優香 ゲスト：峰竜太、宮崎美子、カンニング竹山、小島瑠璃子、他
  - フジテレビ系
    - 『Live選挙サンデー 令和の大問題追跡スペシャル』（19:56 - 翌1:25）[750]

MC：宮根誠司、加藤綾子、三田友梨佳 コメンテーター：木村太郎、足立梨花、三浦瑠麗、他
- 7月22日 - 徹底討論 有権者の審判にどう応える（NHK総合、19:30 - 20:43）[注 13]

## マラソングランドチャンピオンシップ
- 9月11日 - マラソングランドチャンピオンシップ〜東京五輪代表を懸けた運命の決戦へ!〜（TBS）[751]
- 9月14日 - 徹底大予想!マラソングランドチャンピオンシップ女子（NHK総合）
- 9月15日
  - NHK総合（女子）
    - 主音声解説：有森裕子、野口みずき
    - 主音声実況：冨坂和男
    - 副音声ゲスト：相葉雅紀（嵐）、中村勘九郎、増田明美
    - 副音声実況：杉浦友紀、工藤三郎

  - TBS系（男子）
    - MGCスペシャルキャスター：高橋尚子
    - スタジオMC：安住紳一郎、上村彩子
    - ゲスト：高岡寿成（カネボウ陸上競技部監督）
- 9月16日 - 祝!東京五輪マラソン代表内定SP MGC涙の舞台裏完全密着!（TBS）

## ラグビーワールドカップ2019
- NHK
  - スペシャルナビゲーター：五郎丸歩
  - テーマソング：Little Glee Monster「ECHO」[752]
- 日本テレビ系・BS日テレ・BS日テレ 4K
  - スペシャルMC：上田晋也（くりぃむしちゅー）、応援団長：舘ひろし、スペシャルサポーター：櫻井翔（嵐）、応援マネージャー：小島瑠璃子
  - テーマソング：嵐「BRAVE」

## 令和元年東日本台風（台風19号）
（※NHK総合の台風関連ニュース、および各局定時ニュース番組の拡大版、各系列の報道特番〈タイトル無し〉は除く。）
- 10月12日
  - 緊急報道特番 台風19号が直撃（テレビ朝日・ANN、16:30 - 17:30）[753]
  - 緊急報道特番 台風19号が首都圏直撃（テレビ朝日・ANN、21:00 - 23:24）[754][注 174]
  - TBS報道特別番組 台風19号、関東へ接近（TBS、15:00 - 17:30）[注 175]
  - 報道特報「台風19号 関東上陸の恐れ」（フジテレビ、15:30 - 17:30）
  - SBS報道特別番組 ORANGEスペシャル 最接近台風19号（静岡放送、16:00 - 17:30[注 176]）
- 10月13日
  - ANN報道特番 台風19号直撃 列島各地に大きな被害（テレビ朝日、10:00 - 11:45）
  - 報道特別番組 NスタSP 台風直撃!被害拡大（TBS、14:00 - 15:24）
  - 緊急報道スペシャル 巨大台風19号の爪痕（テレビ東京、11:55 - 12:54）
  - FNN報道特報 台風19号 各地で浸水被害（フジテレビ、12:00 - 14:00）
  - プラス1特報 岩手に初の大雨特別警報 台風19号（テレビ岩手、17:00 - 17:30）
  - mit Live News特報（岩手めんこいテレビ、17:00 - 17:30）
- 10月19日
  - Nスタみやぎスペシャル 台風19号 上陸1週間〜つかめぬ被害の全容〜（東北放送）[755]

## 即位の礼・即位礼正殿の儀（10月22日）
（いずれも10月22日、即位の礼・即位礼正殿の儀の中継・関連番組を記載。NHK総合のニュース「即位の礼」及び、各局定時ニュースの拡大版は除く）
- NNN news every.特別版「即位礼正殿の儀」完全生中継（日本テレビ、11:55 - 13:55）
- 大下容子ワイド!スクランブル拡大SP（テレビ朝日、10:25 - 11:45・12:00 - 13:55[注 177]）
- 報道スペシャル 即位礼正殿の儀（テレビ東京、12:40 - 14:00）[756][注 178]
- バイキング×グッディ!×FNN Live News 即位の礼SP[注 179]（フジテレビ、11:55 - 16:50[注 180]）[注 181]

当日夜の関連番組
- 天皇ご一家が愛する“那須”（NHK総合）